# Uerdinger Schienenbus

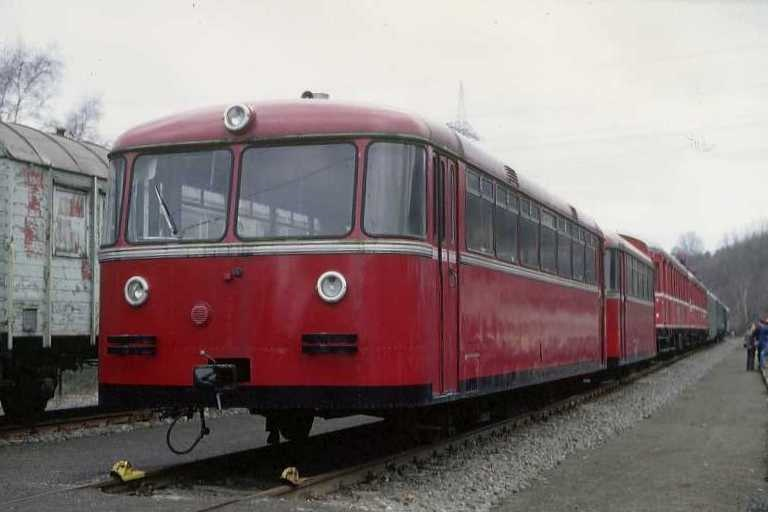
VT 95 9626 der DB-Baureihe VT 95 im Eisenbahnmuseum Bochum-Dahlhausen – das bei MAN gebaute Fahrzeug weist an der Front nicht die „Uerdinger Raute“ auf

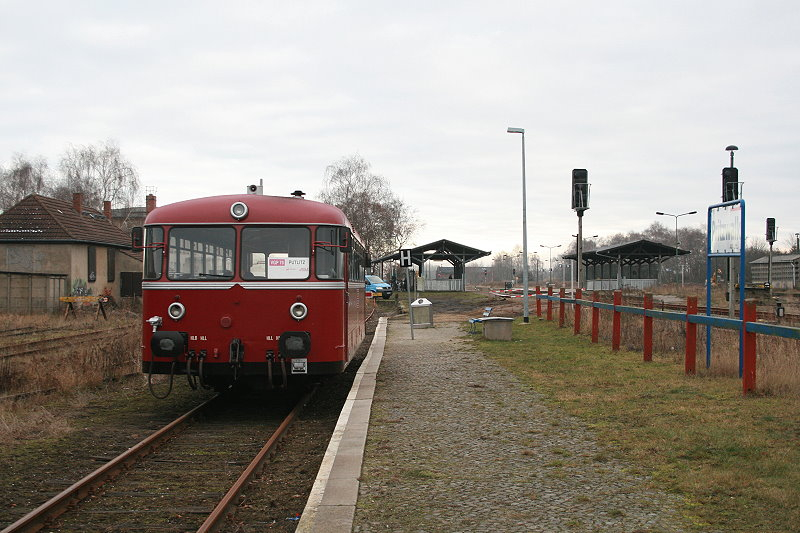
798 610 (ehem. VT 98 9610) der Eisenbahngesellschaft Potsdam in Pritzwalk – das Signet der Waggonfabrik Uerdingen ist nur noch als Umriss erkennbar, 2009

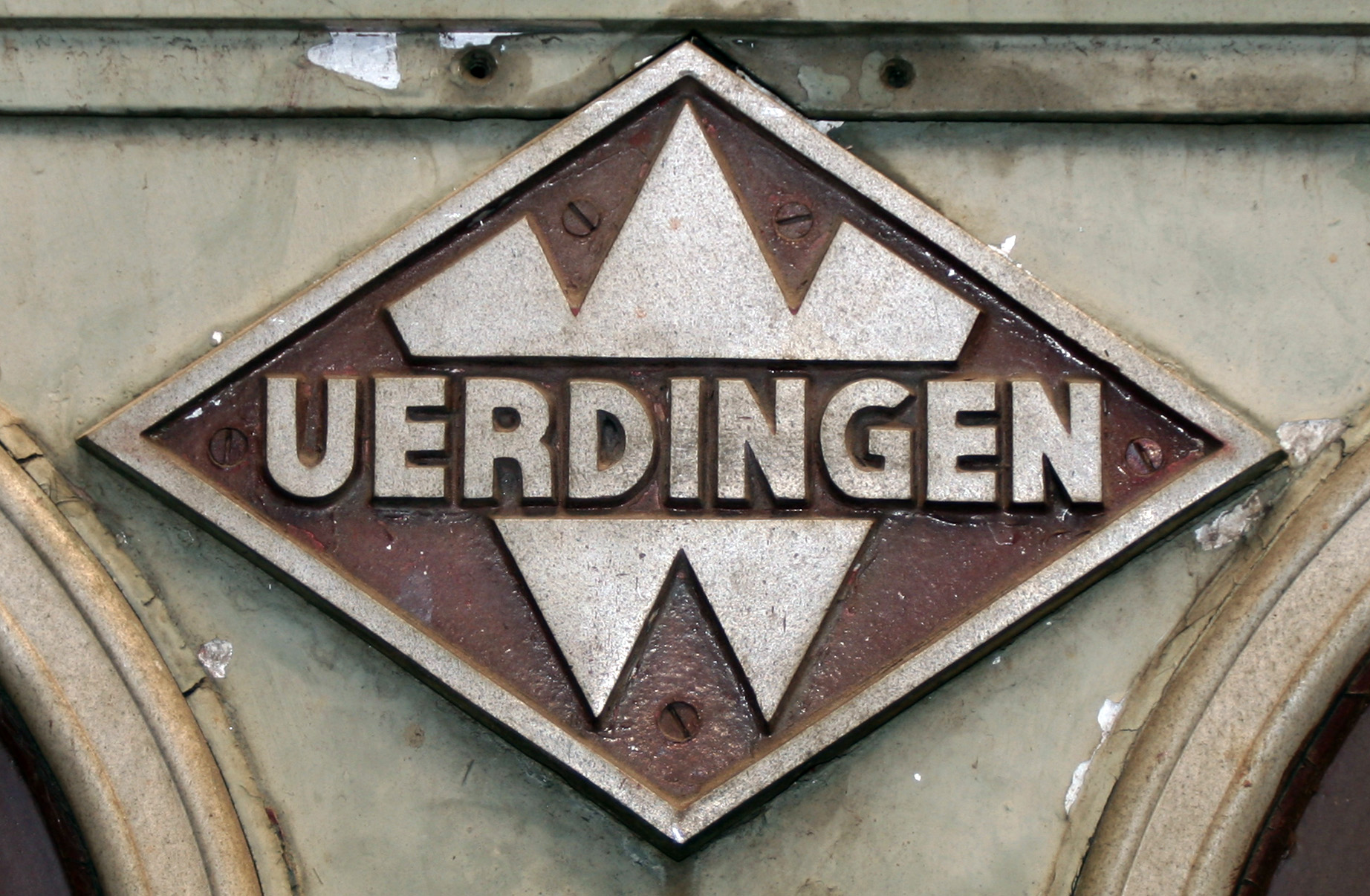
Rautenförmiges Herstellerschild an der Front eines der Luxemburger Prototyp-Uerdinger

Uerdinger Schienenbus ist die umgangssprachliche Bezeichnung von Schienenbussen, die von der Waggonfabrik Uerdingen entwickelt wurden. Es handelt sich um zweiachsige Triebwagen in Leichtbauweise mit unterflur angeordneten Dieselmotoren. Insbesondere die VT 95 (spätere Baureihe 795) und VT 98 (spätere Baureihe 798) der früheren Deutschen Bundesbahn sind mit diesem Begriff verbunden. Deren Ordnungsnummer begann mit einer „9“, die für mechanische Kraftübertragung stand, weshalb sie auch als VT 95.9 etc. bezeichnet werden.
Die VT 95–98 wurden im Personenzugdienst auf für Dampflokomotiv- oder Dieselzugbetrieb zu wenig rentablen Nebenstrecken eingesetzt. Von 1950 bis 1971 wurden einschließlich aller Lizenzbauten 1492 Triebfahrzeuge gebaut. Inklusive Bei- und Steuerwagen beläuft sich die Gesamtanzahl der gefertigten Einheiten auf 3306 Wagen.
Die meisten dieser Fahrzeuge wurden von der Waggonfabrik Uerdingen selbst gefertigt. Aufgrund der hohen Stückzahlen wurden sie auch von anderen Herstellern gebaut, obwohl diese eigene Schienenbustypen anbieten konnten, wie z. B. MAN den MAN-Schienenbus.
Der Uerdinger Schienenbus wird auch als „Retter der Nebenbahnen“ bezeichnet, da durch den kostengünstigen Betrieb mit diesen Triebwagen Streckenstilllegungen verzögert oder verhindert werden konnten. Dies war Thema der Folge 118 (Titel „Der Schienenbus – Retter der Nebenbahnen“) der SWR-Fernsehserie Eisenbahn-Romantik, am Beispiel der Ammertalbahn bei Tübingen.

## Bauarten

### VT 95 Prototypen und Serienfahrzeuge (Baureihe 795, einmotorig)
Die von den Westalliierten im Zusammenhang mit der Deutschen Teilung und Gründung der BRD ebenfalls neu gegründeten Deutschen Bundesbahn, welche in dem nun Vereinigten Wirtschaftsgebiet den Bahnverkehr übernahm, bemühte sich ab 1948 um die Rationalisierung des aufwendigen und personalintensiven Verkehrs auf den Nebenbahnen. Eine Arbeitsgruppe erarbeitete das Lastenheft für einen kostengünstigen kleinen Triebwagen, der erhebliche Zeit- und Kostenvorteile mit sich bringen sollte. Das Ergebnis war ein zweiachsiger Leichttriebwagen für 40 Fahrgäste mit selbsttätig wirkenden Mittelpufferkupplungen der Bauart Scharfenberg und einfachen Stoßfederbügeln anstelle regulärer Puffer. Vorgesehen war die Verwendung von Komponenten aus dem Omnibus-Großserienbau; bereits binnen zwei Jahren sollte sich der Anschaffungspreis der Fahrzeuge amortisieren.
Die Grundparameter wurden bei einem Treffen von Vertretern der Hauptverwaltung der Deutschen Bundesbahn (HVB) und der Waggonfabrik Uerdingen im Juni 1949 festgelegt.

#### Prototypen
1950 stellte die Deutsche Bundesbahn zwölf einmotorige Prototypen in zwei Ausführungen in Dienst. Zehn Fahrzeuge hatten einen Achsstand von 4,5 Metern und eine Einstiegstür je Seite, die diagonal zum Führerstand rechts angeordnet war, das elfte bei gleichem Achsstand zwei Einstiegstüren je Seite. Der zwölfte Triebwagen hatte einen Achsstand von 6,0 Metern und zwei Einstiegstüren je Seite, so wie es dann bei den Serienfahrzeugen Standard wurde.
Bremsvorgänge konnte der Triebfahrzeugführer mittels Fußbremse einleiten. Die Türen waren zweiflügelig. Die Prototypen hatten die Betriebsnummern VT 95 901 bis 911 und 912; letzterer bekam später die Betriebsnummer VT 95 9112. Zu den Triebwagen wurden passende Beiwagen in Dienst gestellt.

#### Serienfahrzeuge

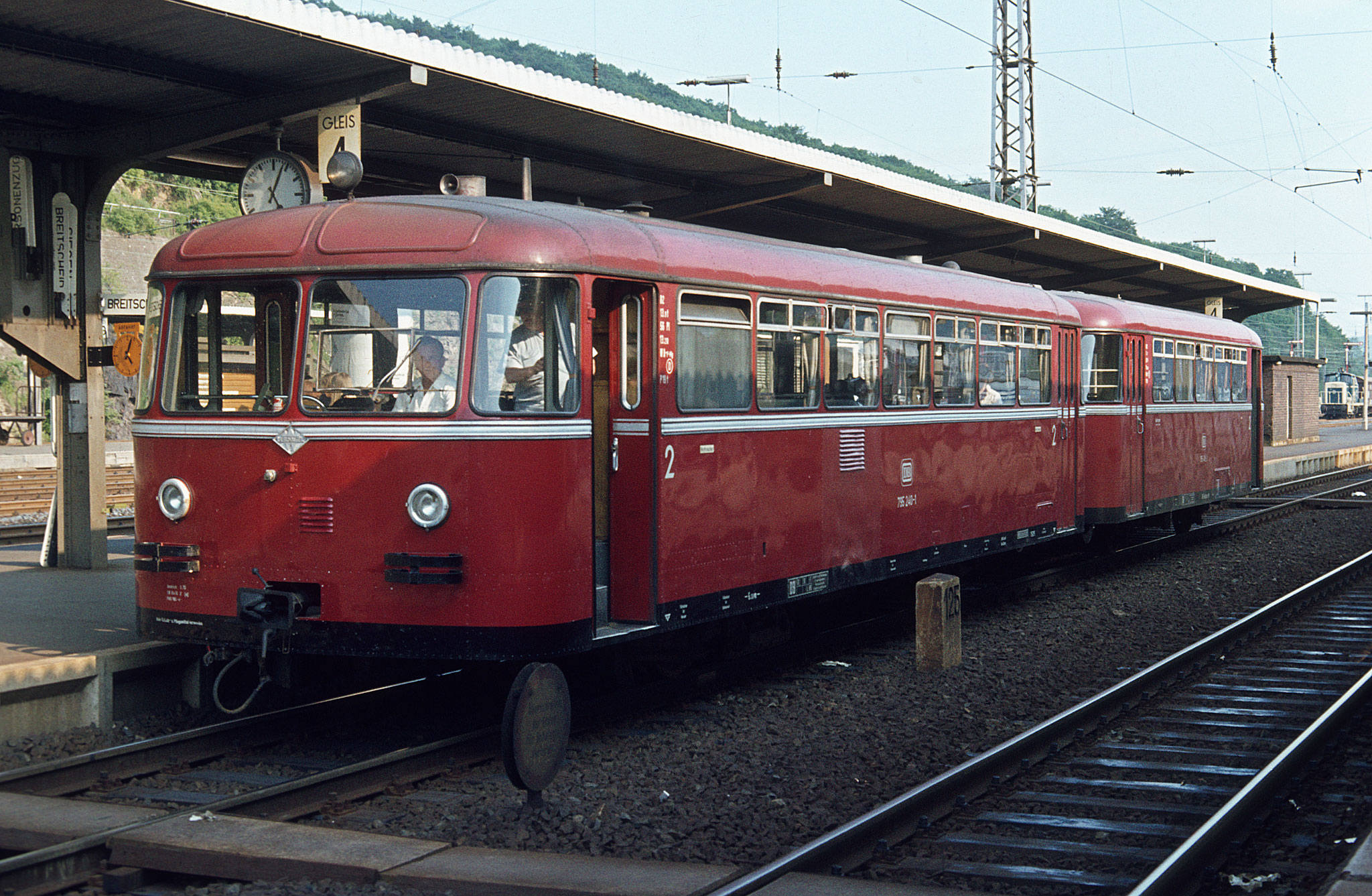
Der spätere Museumstriebwagen 795 240 mit überstrichenen Oberlichtfenstern und einem Fahrzeugscheinwerfer als drittem Spitzensignal

Aus den gewonnenen Erfahrungen wurde der VT 95 entwickelt, der ab 1952 von der Waggonfabrik Uerdingen in Zusammenarbeit mit MAN geliefert wurde. Gebaut wurden 557 einmotorige Motorwagen der Baureihe VT 95 sowie 564 dazugehörige Beiwagen VB 142 mit einem Achsstand von 4,5 Metern. Letztere wurden von verschiedenen Herstellern geliefert. Die Waggonfabrik Fuchs aus Heidelberg lieferte außerdem insgesamt 60 Einachsanhänger der Baureihe VB 141 für den Fahrrad- und Gepäcktransport.
Die Triebwagen VT 95 9112 bis 9269 wurden mit zwei Oberlichtfenstern an der Stirnseite ausgeliefert. Alle weiteren Fahrzeuge wurden ohne diese Fenster geliefert, da diese zur Blendung des Triebfahrzeugführers bei hohem Sonnenstand führten. Später wurden die Oberlichter bei allen Triebwagen überstrichen. 1956 wurde das Dreilicht-Spitzensignal eingeführt. Die Triebwagen ohne Oberlichter erhielten einen integrierten dritten Scheinwerfer im Dach, während bei den anderen ein Autoscheinwerfer als drittes Spitzensignal eingesetzt wurde.
Ab dem VT 95 9270 waren alle Triebwagen serienmäßig mit einer Magnetschienenbremse ausgerüstet, ältere Fahrzeuge wurden nachgerüstet. Die Fahrzeuge verfügen über einen Büssing-Dieselmotor und ein Sechsganggetriebe. Sie haben Mittelpufferkupplungen und Stoßfederbügel anstatt Puffer.
Der Triebwagenführer bedient mit der linken Hand den Schalter der vereinfachten Sicherheitsfahrschaltung (Totmannknopf) an seinem Fahrersitz, mit einem Pedal wird Gas gegeben. Die Bremsen der Serienfahrzeuge wurden durch ein Führerbremsventil bedient. Da der Führerstand baulich nicht vom Fahrgastraum getrennt ist, kann der Führertisch mit einem hölzernen Rollo verschlossen werden. Der Handgriff des außerhalb des Rollos liegenden Führerbremsventils wird beim Führerstandswechsel vom Triebfahrzeugführer mitgenommen, ebenso wie der Gangwahlschalter.
Die Einrichtung ist sehr einfach und ähnelt einem Omnibus, daher der Name „Schienenbus“: ein Großraumwagen. Die Rückenlehnen der Fahrgast-Sitzbänke, die quer zur Fahrtrichtung in 2+3-Anordnung stehen, können durch die Fahrgäste je nach aktuellem Bedarf umgeklappt werden, z. B. um in Fahrtrichtung zu sitzen, und ermöglichen somit auch wahlweise komplette Reihen- oder Vis-a-Vis-Bestuhlung. Die Beleuchtung erfolgt mit unverkleideten Glühlampen.
15 Schienenbusse VT 95 mit 15 Beiwagen VB 142 wurden 1956 an die Eisenbahnen des Saarlandes geliefert. Sie trugen die rote Lackierung der Deutschen Bundesbahn mit der Aufschrift SAAR. Entgegen der üblichen Betriebspraxis durfte der VT 95 im Saarland mit zwei VB 142 eingesetzt werden. Mit der Eingliederung des Saarlandes in die Bundesrepublik wurden diese Fahrzeuge von der Deutschen Bundesbahn übernommen.
1968 erhielten die Fahrzeuge die neue Baureihennummer 795, die Beiwagen 995.

### VT 98 Serie (Baureihen 798 und 796, zweimotorig)

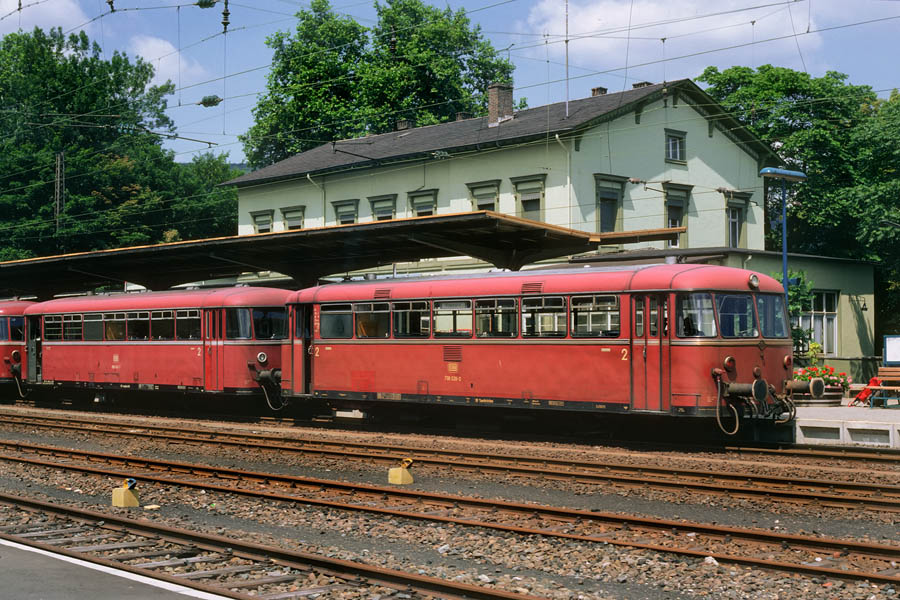
VT 98 in Boppard

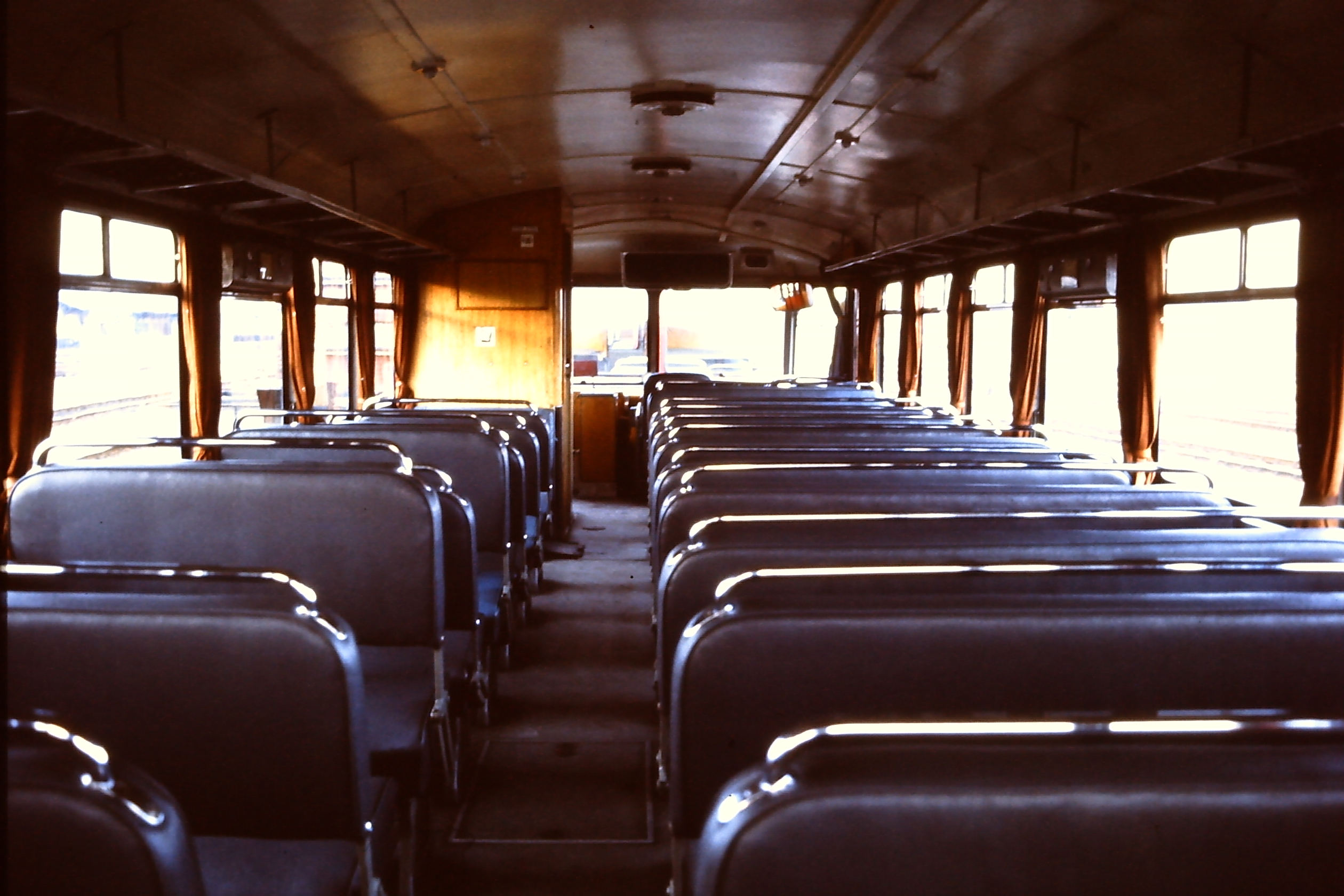
Fahrgastraum eines Uerdinger Schienenbusses des Bahnbetriebswerkes Landau der Baureihe 798 mit den charakteristischen Klapplehnen

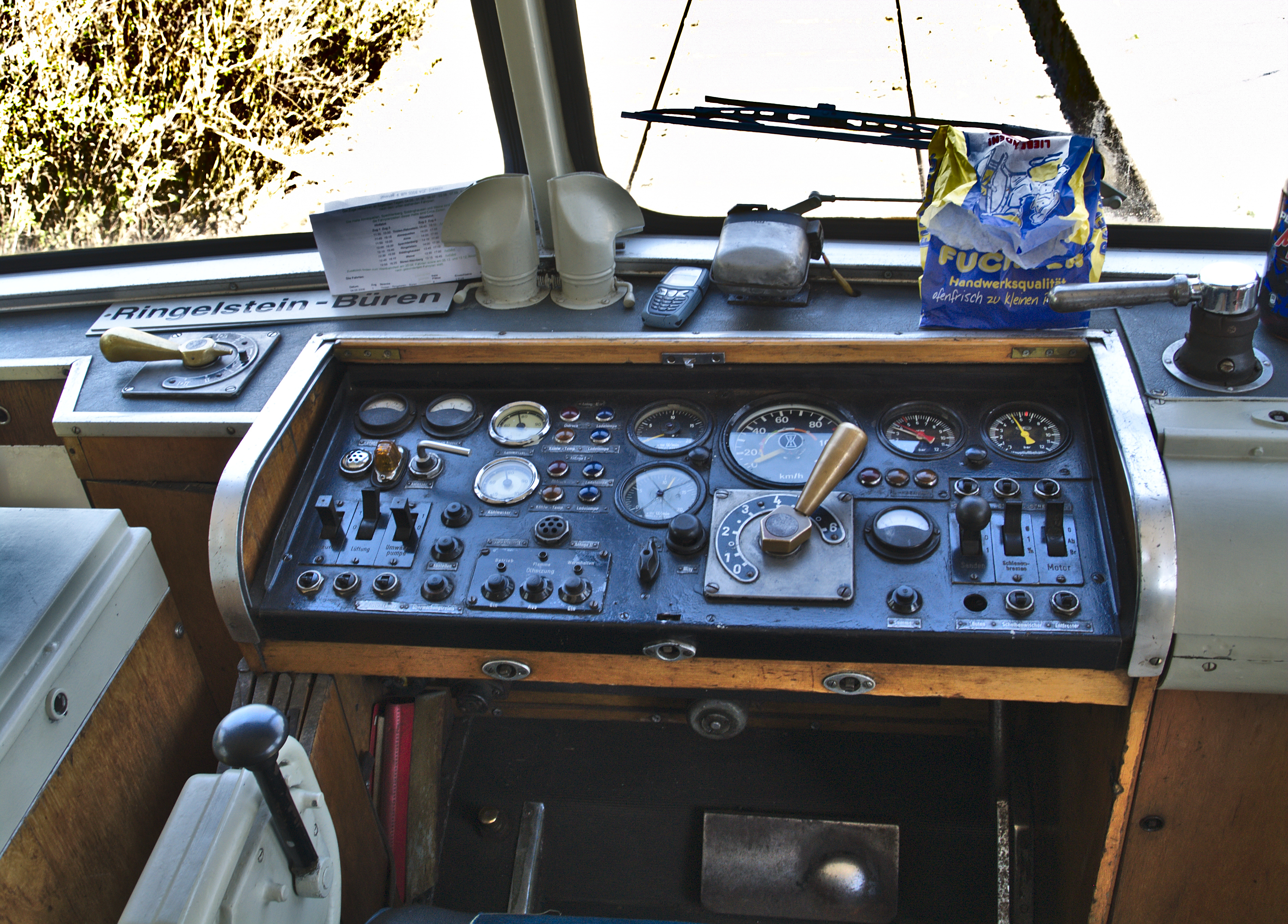
Steuerpult der Baureihe 798

Der VT 98 wurde aus dem VT 95 entwickelt, der für viele Strecken mit nur einem Fahrmotor zu schwach motorisiert war. Der VT 98 hatte daher zwei Fahrmotoren. Da die Triebwagen über Pufferbohlen mit Schraubenkupplungen verfügten, konnten sie als Schlepptriebwagen andere Eisenbahnwagen mitnehmen oder ans Ende anderer Züge zur Beförderung mit fremder Kraft eingestellt werden.
In allen Schienenbustypen wurden Unterflurmotoren des Typs U 10 der Büssing AG eingebaut. Der Typ U 10 ist ein freisaugender Sechszylinder-Reihendieselmotor in liegender Anordnung. Er hat Vorkammereinspritzung, 9842 cm3 Hubraum und leistet 110 kW bei 2000 min−1, das maximale Drehmoment ist mit 608 N·m bei 1200 min−1 angegeben (nach DIN 70020). Derselbe Typ Motor wurde auch bei den Berliner Doppeldeckerbussen des Typs D2U eingebaut. Das halbautomatische Sechsganggetriebe des Typs 6E75S wurde von der ZF Friedrichshafen AG geliefert. Das elektromechanische Getriebe war seinerzeit innovativ. Es verfügt über fünf elektromagnetische Kupplungen, die sechs Gänge, zwei Schmierstellungen und diverse Zwischengänge schalten können. Der Triebfahrzeugführer fährt in der Regel im 2. Gang an. Zum Schalten in den nächsten Gang wird in eine Zwischenstufe geschaltet: Die Elektromagnete werden spannungsfrei, die Motordrehzahl fällt ab, und dann wird der nächste Gang eingelegt. Zum Herunterschalten muss der Lokführer Zwischengas geben. Anstelle eines Gaspedals verfügen diese Triebwagen über einen Handgashebel links am Fahrersitz. Diese Veränderung war wegen der Mehrfachtraktion erforderlich. Alle Steuerimpulse müssen beim VT 98 elektrisch erfolgen, um von einem zweiten Triebwagen oder einem Steuerwagen den Zug fernsteuern zu können.
Die Triebwagen VT 98 9531–9553 und 9571–9600 erhielten Einrichtungen für den Steilstreckenbetrieb. Dazu wurde neben der vorhandenen normalen Druckluftbremse und der Magnetschienenbremse ein drittes Bremssystem eingebaut: eine Drosselklappe in der Abgasleitung. Durch Betätigen eines Kippschalters auf dem Führerpult wird die Abgasleitung verschlossen. Das Abgas staut sich im Motor und der Motor bremst über das Getriebe das Fahrzeug. Wegen dabei hoher Temperaturen an den Zylinderköpfen war diese Einrichtung besonders bei den Werkstätten sehr unbeliebt.
Zu diesen 329 Triebwagen wurden 220 Beiwagen VB 98 mit Packabteil, weitere 100 ohne Packabteil sowie 310 Steuerwagen VS 98 hergestellt. Drei Beiwagen VB 98 wurden nachträglich zu Steuerwagen VS 98 umgebaut. Meistens wurden bei der DB diese Triebwagen in der Zusammenstellung VT+VB+VS eingesetzt. Es gab aber auch kürzere Zweier-Einheiten VT+VS und längere Garnituren, bis hin zu Sechs-Wagen-Einheiten VT+VB+VS+VT+VB+VS.
1968 wurde die Bauartnummer der Triebwagen in 798 geändert, die Beiwagen erhielten die Nummern 998.0–3 und Steuerwagen 998.6–9. Bei den Steuerwagen wurde dabei die Ordnungsnummer um 600 erhöht (VS 98 001 wurde zu 998 601).
Einige Exemplare wurden modernisiert und erhielten eine Lackierung in Lichtgrau, Minttürkis und Pastelltürkis. Diese Schienenbusse verkehrten auf der Bahnstrecke Prien–Aschau („Chiemgaubahn“) sowie als „Ulmer Spatz“. Ansonsten behielten die Schienenbusse bis zum Schluss das für Triebwagen der Deutschen Bundesbahn typische Dunkelrot.
1988 wurden 47 Triebwagen, 23 Beiwagen und 45 Steuerwagen auf Einmannbetrieb umgebaut. Sie erhielten pneumatische Türschließeinrichtungen und Zahltische für den Triebfahrzeugführer. Diese Triebwagen erhielten die Baureihennummer 796.

### Sonderbauart VT 97 (Baureihe 797, Zahnradtriebwagen)

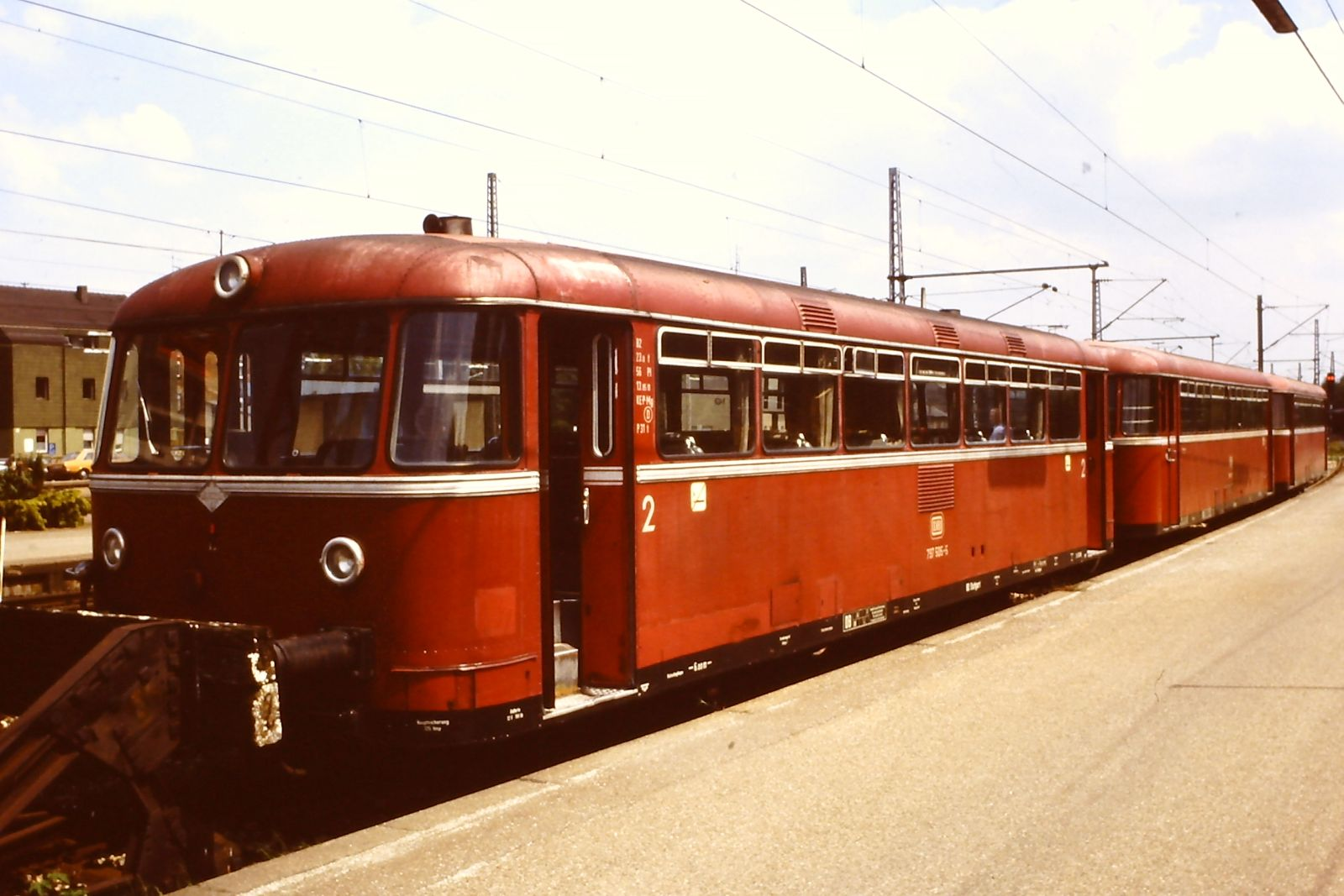
Schienenbus der Baureihe 797 in Göppingen

Zunächst wurden sechs Motorwagen 1962 als Zahnradtriebwagen ausgeführt und als Baureihe VT 97 eingeordnet und als VT 97 901 bis 906 bezeichnet, die sechs Steuerwagen als VS 97 001 bis 006. Der Zahnradantrieb wurde von der Schweizerischen Lokomotiv- und Maschinenfabrik in Winterthur geliefert. Diese Schienenbusse wiesen wegen der Teilung der Zahnstangen einen Achsstand von nur 5950 Millimetern auf. Die Höchstgeschwindigkeit auf der Bergfahrt betrug 15 km/h auf der Zahnstange, sonst 90 km/h. Die VT 97 verkehrten ab dem 27. Mai 1962 auf der Zahnradbahn Honau–Lichtenstein (Schwäbische Alb).
Der VT 97 901 wurde Anfang 1964 ins Bahnbetriebswerk Passau versetzt und verkehrte von 1964 bis 1965 mangels geeigneter Lokomotiven sogar im Güterverkehr auf der Strecke Passau–Wegscheid. So wurden zwei weitere Triebwagen für die Strecke nach Wegscheid bestellt. Am 28. Januar 1965 machte ein Felssturz die Strecke unpassierbar. Der Schienenbus wurde nun im Bw Tübingen stationiert und erhielt zum 1. Januar 1968 die computergerechte Fahrzeugnummer 797 901-6. Zum gleichen Datum wurden auch die VT 97 902–908 in die Baureihe 797 902–908 umgezeichnet. Die bereits bestellten VT 97 907 und 908 kamen nach der Anlieferung im Jahre 1965 direkt zum Bw Tübingen.
Nach Aufgabe der Zahnradstrecken wurde der Zahnradantrieb zwischen 1970 und 1973 ausgebaut. Die Fahrzeuge wurden ab dem 1. Januar 1973 als 797 501–508 bezeichnet. Ihr Einsatzgebiet war danach unter anderem die Nebenstrecke Göppingen–Boll (Voralbbahn), bis auch diese Strecke am 27. Mai 1989 stillgelegt wurde. Drei Triebwagen (797 502, 797 503 und 797 505) sowie zwei Steuerwagen (VS 97 604 und VS 97 605) befinden sich im Besitz der Freunde der Zahnradbahn Honau-Lichtenstein e. V.

## Einsatz bei der Deutschen Bundesbahn und der Deutschen Bahn

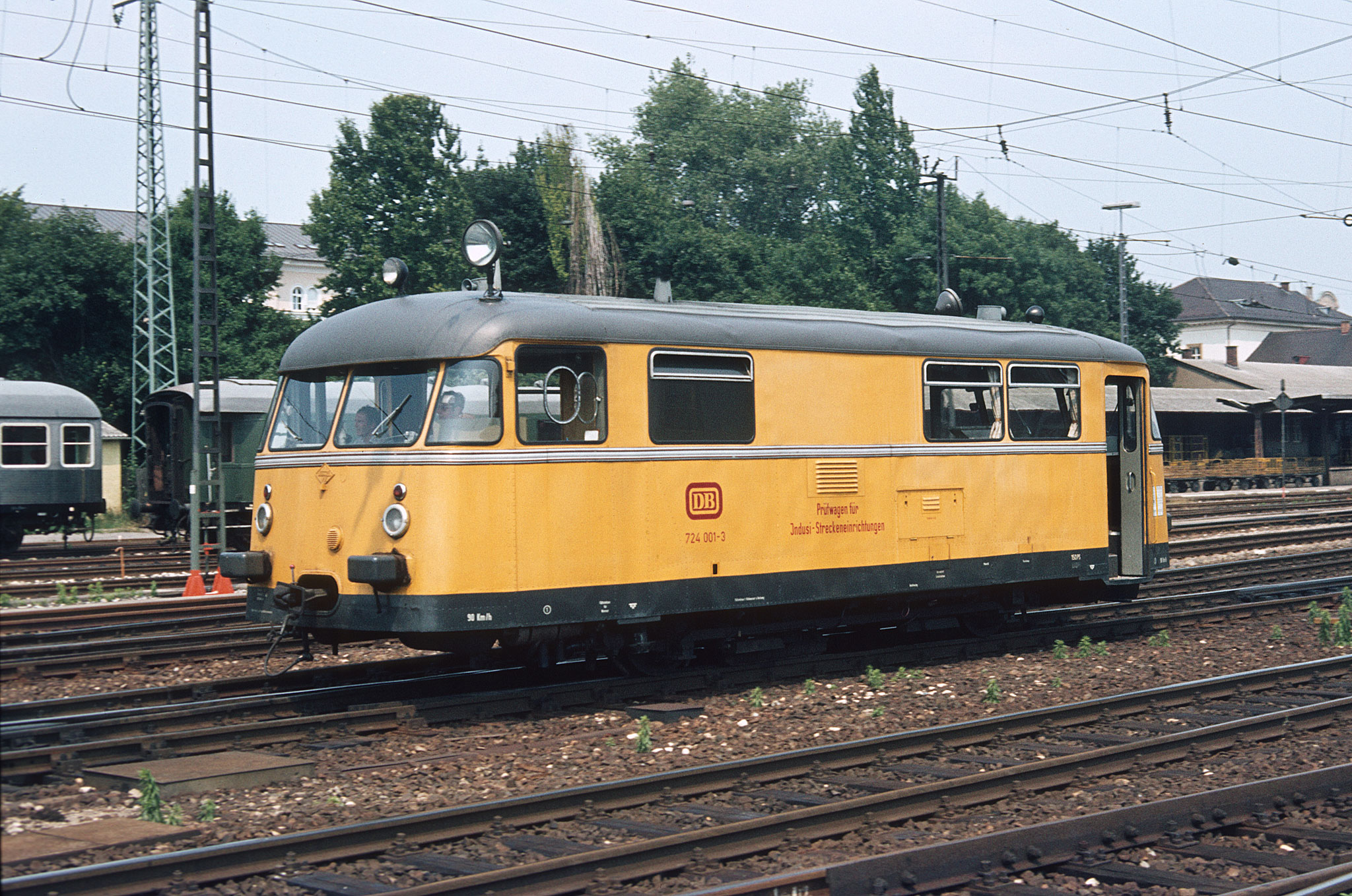
Der zum Indusi-Messwagen 724 001 umgebaute VT 95 906 ist der letzte vorhandene Vorserien-VT 95 der DB, Juni 1981 in Regensburg

### Regelverkehr
Die Schienenbusse waren auf fast jeder Nebenbahn und im Zubringerdienst auf vielen Hauptstrecken unterwegs. Bis 1999 erfolgten Einsätze auf der Ammertalbahn im Streckendienst bei der Deutschen Bahn AG vom Bahnbetriebswerk Tübingen aus. Das waren zweimotorige VT 98. Die meisten einmotorigen VT 95 wurden bereits 1980 außer Dienst gestellt. In Köln-Nippes war ein 795er noch bis 1983 für Bahnmitarbeiter im Einsatz.

### Bahndienstfahrzeuge
Mehrere Baureihen von Bahndienstfahrzeugen basieren auf dem Uerdinger Schienenbus. Dazu wurden in die Schienenbusse, nachdem diese einige Jahre im Fahrgastbetrieb tätig waren, in Ausbesserungswerken Messinstrumente eingebaut. So wurde der Prototyp VT 95 906 im Februar 1964 zu einem Indusi-Messwagen mit der neuen Bezeichnung Baureihe 724 umgebaut. Er wurde von der Signalwerkstatt Wuppertal eingesetzt.
Vereinzelte weitere umgebaute Uerdinger Schienenbusse werden noch heute als Schienenprüfzug, Gleismesswagen, LZB-Messwagen, Gerätetriebwagen oder Signaldienstwagen eingesetzt.

## Museumsfahrzeuge

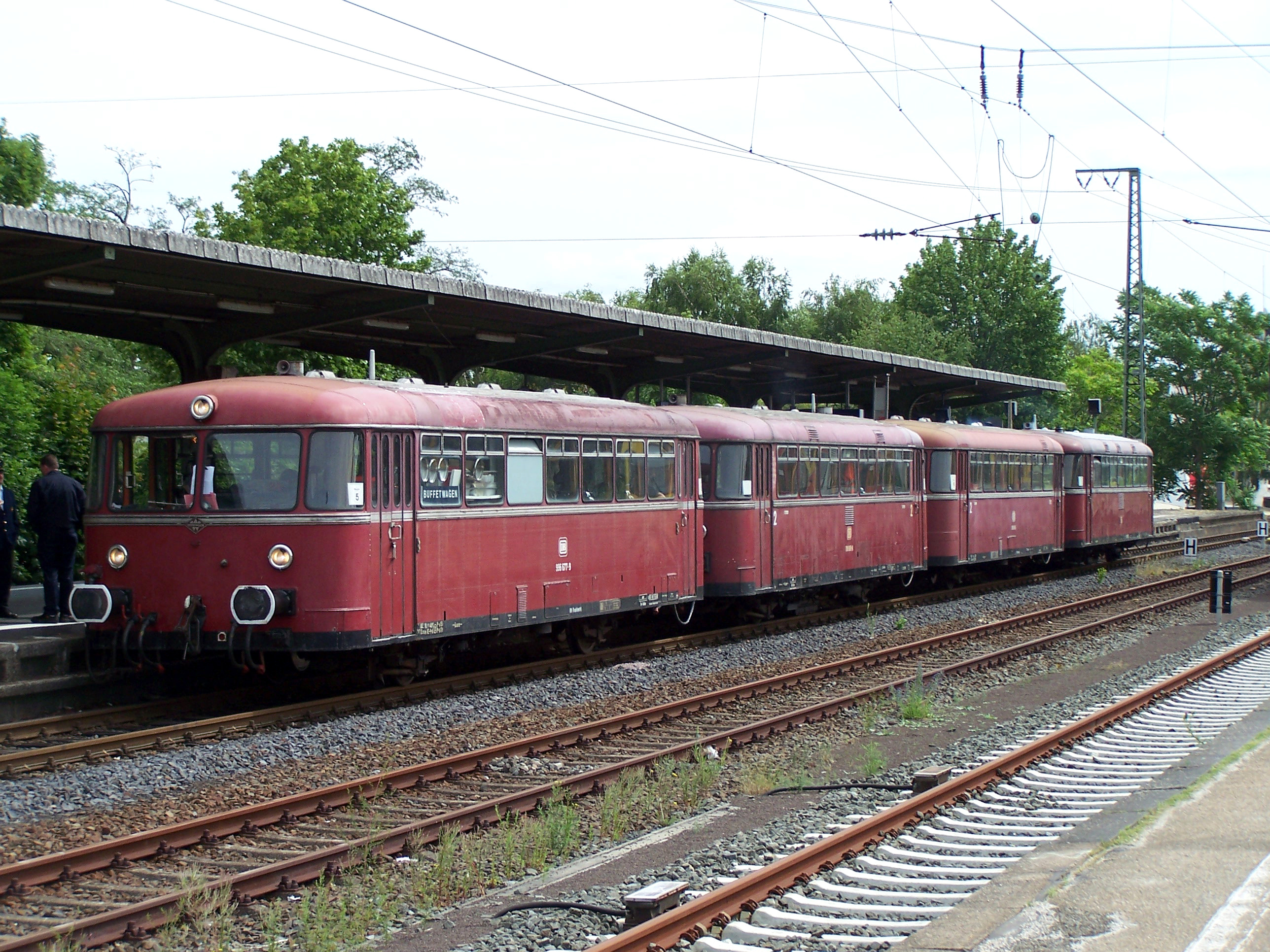
Zugverband, bestehend aus: 996 677-9, 798 589-8, 998 184-6 und VT 98 9829 der OEF im Einsatz für die HEF

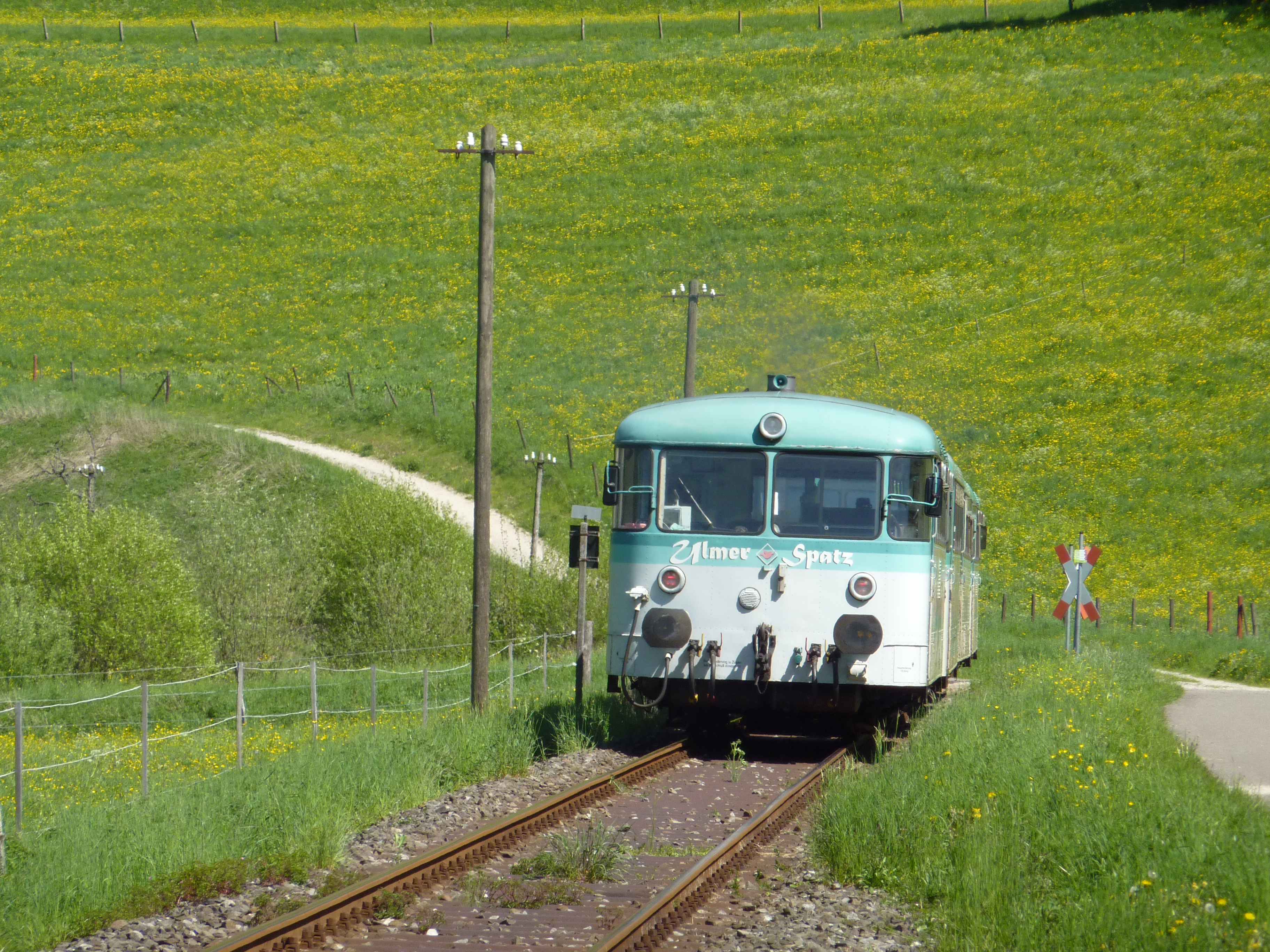
Bis Oktober 2013 fand auf der Schwäbischen Alb planmäßiger Schienenbusverkehr statt

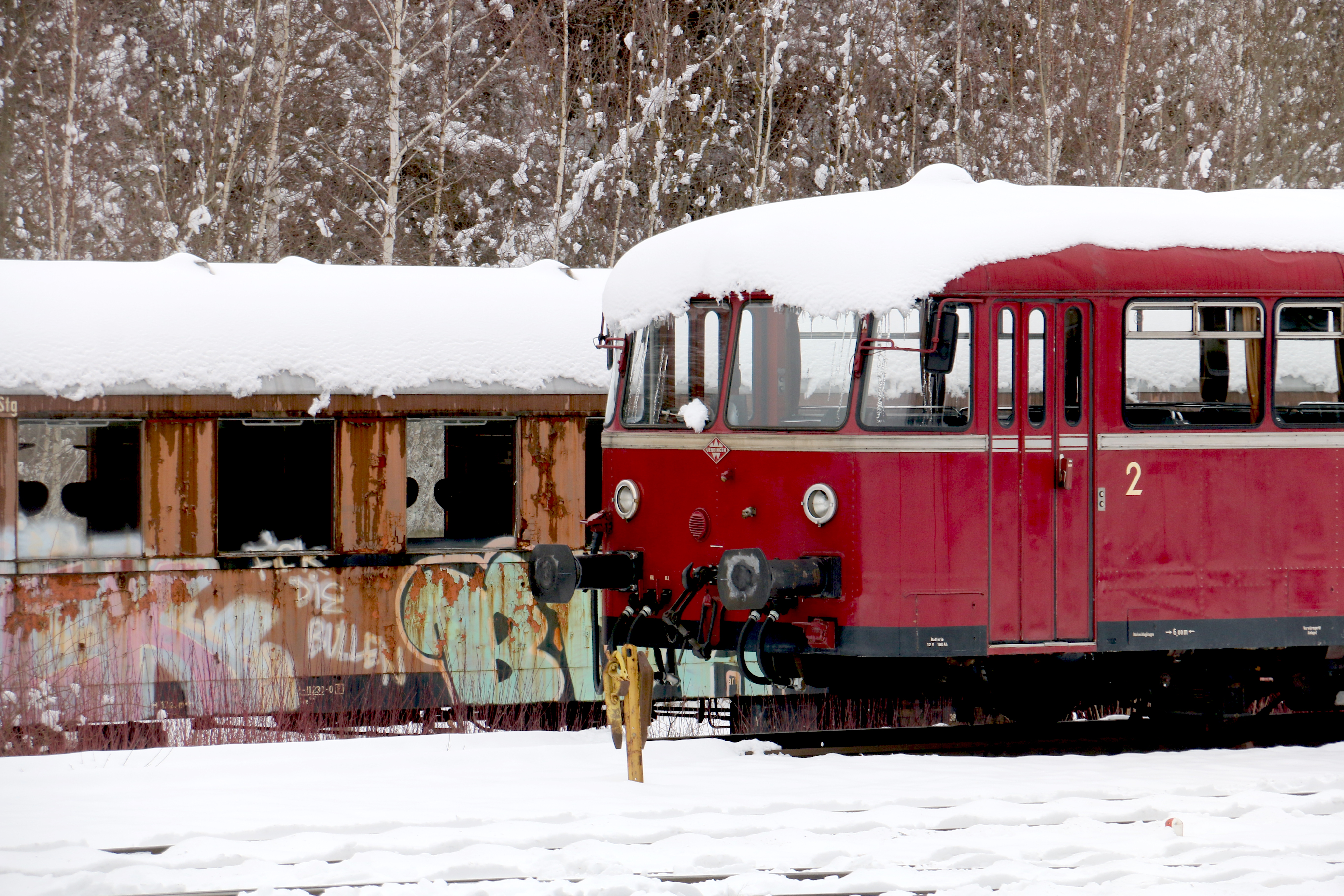
Uerdinger Schienenbus 796 625 der EFZ in Rottweil (2018)

Viele dieser robusten und beliebten Fahrzeuge wurden von Eisenbahnvereinen und Eisenbahnmuseen gekauft und werden noch heute im Museumsbetrieb eingesetzt.
Eine in Regionalbahn-Produktfarben lackierte Garnitur fuhr bis 2013 an den Sommerwochenenden im Touristikverkehr auf der Bahnstrecke Reutlingen–Schelklingen und der Bahnstrecke Ulm–Sigmaringen zwischen Ulm Hauptbahnhof und Engstingen. Diese Fahrten führten die Schienenbusfreunde Ulm e. V. durch. Sie liefen dabei als reguläre Regionalbahn. Dazu war der erste Wagen mit einem Schild „im Auftrag der DB“ gekennzeichnet. Konsequenterweise galt auch der reguläre DB-Nahverkehrstarif beziehungsweise die Verbundtarife NALDO und DING. Zum Einsatz kamen die ehemaligen Chiemgaubahn-Schienenbusse sowie weitere Wagen, die ebenfalls Minttürkis/Pastelltürkis/Lichtgrau lackiert wurden. Diese Garnitur wurde auch Ulmer Spatz genannt. Seit 2024 sind diese Fahrzeuge über das Sommerhalbjahr auf der Krebsbachtalbahn Neckarbischofsheim Nord – Hüffenhardt im Einsatz und fahren in diesem Rahmen seit 2025 auch zwei Mal im Monat über Meckesheim – Heidelberg nach Mannheim und zurück. Diese Fahrten führt DB Regio Baden-Württemberg ebenfalls als reguläre Regionalbahn durch. Entsprechend gelten auch hier alle Nahverkehrstarife von DB, bwtarif, VRN und im Krebsbachtal HNV einschließlich Deutschlandticket und D-Ticket JugendBW.

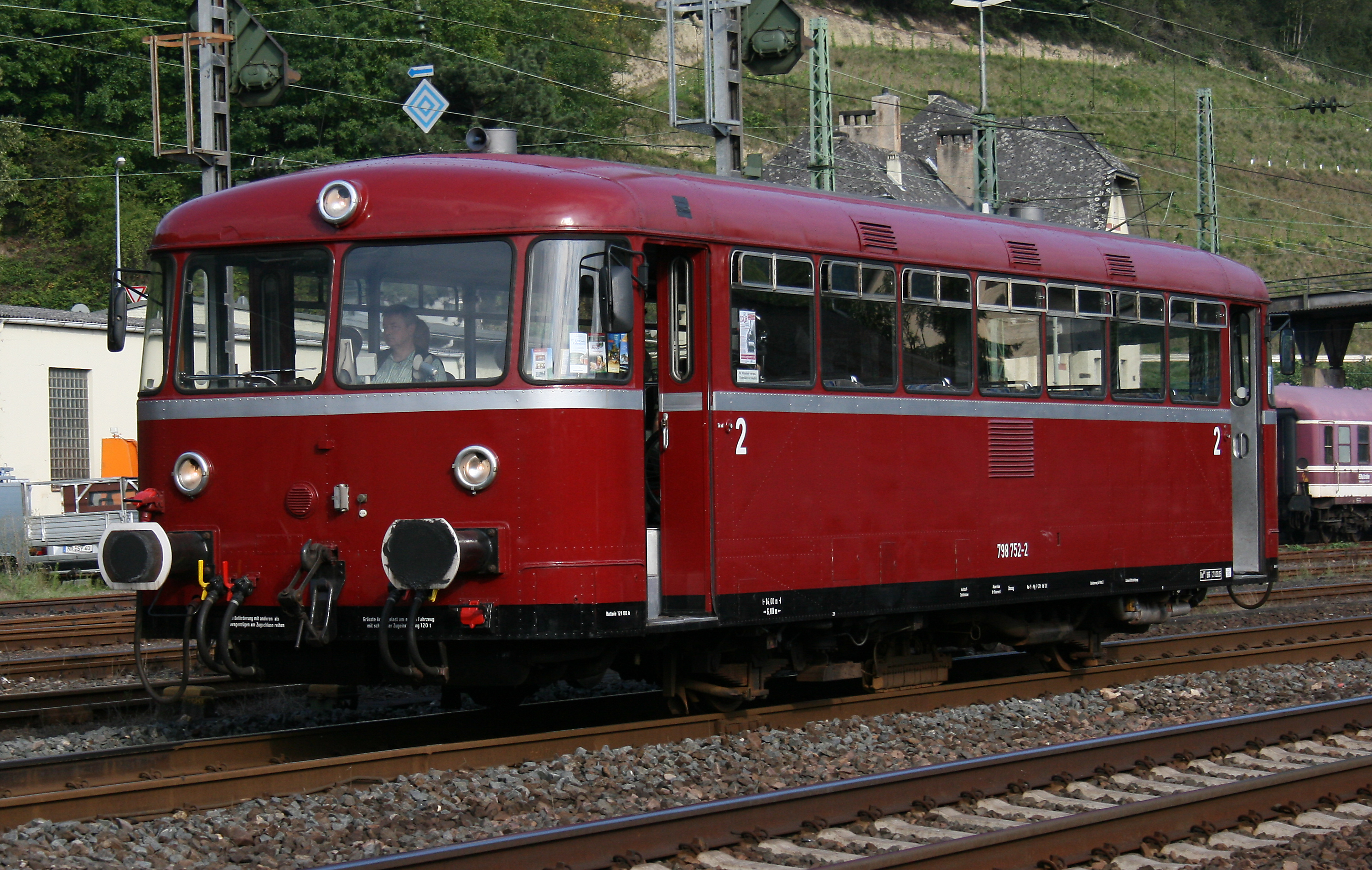
798 752-2 der Kasbachtalbahn mit untypischer Zierleiste

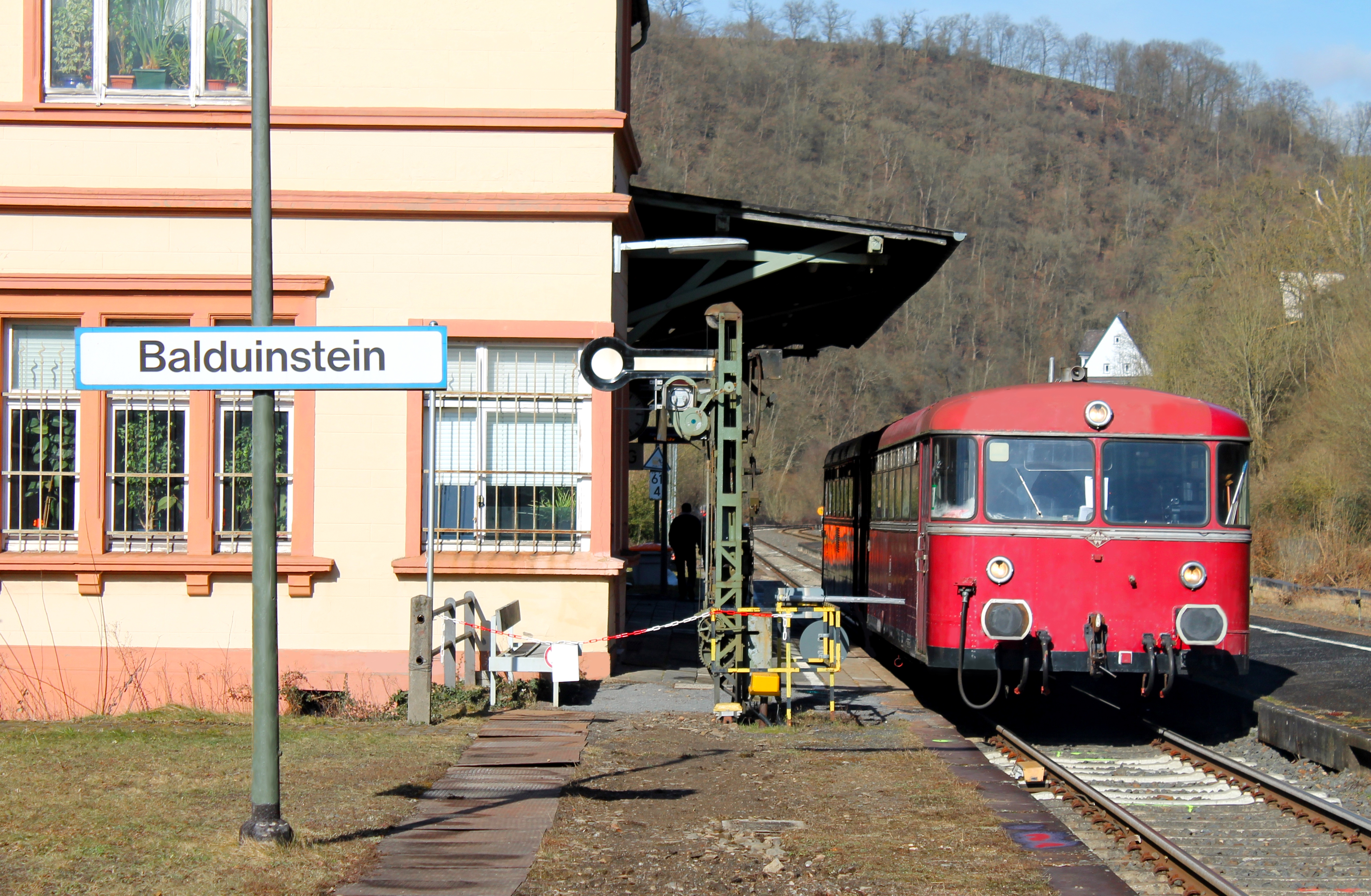
Schienenbusgarnitur der OEF, bestehend aus 798 829 und 996 677

Betriebsfähige Museumsfahrzeuge sind bei folgenden Betreibern vorhanden:
- Museums-Eisenbahn Rahden-Uchte e. V.
- Angelner Dampfeisenbahn[5]
- Vulkan-Eifel-Bahn Betriebsgesellschaft
- Hammer Eisenbahnfreunde (einer der wenigen noch betriebsfähigen Schienenbusse der Baureihe VT 95),
- Eisenbahnmuseum Bochum-Dahlhausen
- Passauer Eisenbahnfreunde
- Deutsches Dampflokomotiv-Museum
- Bayerisches Eisenbahnmuseum
- Oberhessische Eisenbahnfreunde (OEF)
- Historische Eisenbahn Frankfurt (HEF)
- Förderverein Schienenbus (Hönnetaler Eisenbahnfreunde)
- Köln-Bonner Eisenbahn-Freunde (KBEF)
- Eisenbahnfreunde Zollernbahn
- IG Schienenbus Seelze (ISS)
- Westmecklenburgischen Eisenbahngesellschaft
- Förderverein Mainschleifenbahn
- Kalibahn Niedersachsen Riedel e. V. 798 632
- Museumsbahn Ammerland-Barßel-Saterland
- Museum Stoomtrein Goes-Borsele
- Zuid-Limburgse Stoomtrein Maatschappij
- Förderverein Schienenbus „Roter Flitzer“ (ehem. 5081 ÖBB, betriebsfähig)
- Pfalzbahn GmbH
- Eisenbahnfreunde Rodachtalbahn
- Saar Mosel Rail GmbH (SMR)
- Berliner Eisenbahnfreunde (BEF) (VT 95)

Nicht betriebsfähige Fahrzeuge besitzen folgende Institutionen:
- Eisenbahnmuseum Dieringhausen
- Verkehrsmuseum Nürnberg (je eine Garnitur VT 95 und VT 98)
- Deutsches Technikmuseum Berlin (795 465-4, als Ausstellungsstück)
- Arbeitsgemeinschaft Historische Brennkraftlokomotiven (stahlgefederter VT 98)
- Freunden der Zahnradbahn Honau–Lichtenstein (zwei VT 97)
- DGEG in Bochum-Dahlhausen (VT 95)
- Pfalzbahn GmbH (Beiwagen)
- Kalibahn Niedersachsen Riedel 798 632
- Hochwaldbahn e. V.
- Heinrichsmeyer Eisenbahndienstleistungen UG
- Erzbergbahn Steiermark Österreich

## Einsatz bei deutschen Privatbahnen

### Neufahrzeuge
Auch einige Privatbahnen beschafften Uerdinger Schienenbusse. Die Hohenzollerische Landesbahn bekam drei Triebwagen die der Vorserie des VT 95 (VT 95 911) entsprachen. Die Vorortbahn Wilhelmshaven verfügte über einen Triebwagen, der der Serienausführung des VT 95 entsprach.
Am meisten verbreitet war ein Typ, der wie der VT 98 mit normalen Kupplungen versehen war, jedoch nur einen Motor hatte. Sie wurden an die Bentheimer Eisenbahn (ein Triebwagen), die Kleinbahn Weidenau–Deuz, die Elmshorn–Barmstedt–Oldesloer Eisenbahn (EBOE, zwischen 1961 und 1968 vier Triebwagen) und die Hersfelder Kreisbahn (drei Triebwagen und zwei Beiwagen) geliefert, letztere erwarb außerdem eine dreiteilige Garnitur (Triebwagen, Beiwagen, Steuerwagen) mit Faltenbalg-Wagenübergängen, die den nach Spanien gelieferten Zügen entsprach. Die EBOE-Triebwagen kamen 1981 zur Altona-Kaltenkirchener Eisenbahn, zwei davon sind noch im Einsatz bei der Angelner Dampfeisenbahn.
Schließlich gab es auch zwei Serien-VT-98 bei der Kahlgrund-Eisenbahn AG.

### Gebrauchtfahrzeuge
Viele Privatbahnen haben gebrauchte Uerdinger Schienenbusse der Deutschen Bahn angeschafft. Gebrauchte Triebwagen dieses Typs wurden unter anderem von den Eisenbahnen und Verkehrsbetriebe Elbe-Weser GmbH und der AKN Eisenbahn AG im Nahverkehr eingesetzt.
1993 kaufte die Dürener Kreisbahn GmbH (DKB) zehn VT 98, modernisierte diese und setzte sie in neuer weiß-blauer Lackierung auf der Rurtalbahn bis zur Übernahme des Verkehrs durch RegioSprinter 1995 ein.
Der VT 98 203 wurde von der Dürener Kreisbahn an die Museumseisenbahn Hümmlinger Kreisbahn e. V. verkauft. Der Museumsbahn-Verein arbeitete den Triebwagen mit der DB-Nummer 798 514 betriebsfähig auf und setzt ihn in seiner Ursprungslackierung für Sonderfahrten im Raum Wilhelmshaven ein.

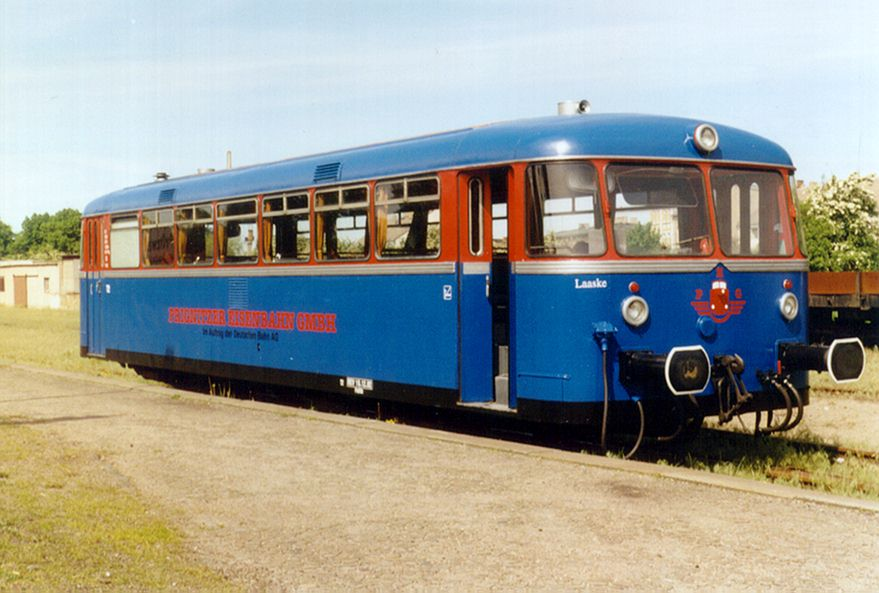
Schienenbus der Prignitzer Eisenbahn

Weitere gebrauchte VT 98 wurden von der Prignitzer Eisenbahn GmbH gekauft, sowohl von der Deutschen Bahn als auch von der DKB, und in blau-roter Lackierung auf deren Strecken in Brandenburg und Mecklenburg-Vorpommern eingesetzt. Die PEG besaß 12 Triebwagen im regulären Einsatz, eine große Anzahl an Ersatzteilspendern aus Trieb-, Bei- und Steuerwagen, standen bis 2006 in Putlitz abgestellt. Ab 2003 wurden die Schienenbusse dort jedoch auch durch Regio-Shuttle RS1 ersetzt, lediglich ein Triebwagen (T11) wurde eine Zeit lang weiterhin für Sonderfahrten betriebsfähig vorgehalten. Die meisten Schienenbusse wurden mittlerweile an Museums- oder andere Privatbahnen verkauft.
Die Deutsche Regionaleisenbahn bediente im Jahr 2007 die Dübener-Heide-Bahn zwischen Wittenberg und Bad Schmiedeberg im Regelverkehr mit einem Uerdinger Schienenbus, der darüber hinaus zeitweise mit Steuerwagen im Saisonverkehr in den Jahren 2005 bis 2008 die Niederlausitzer Eisenbahn eingesetzt wurde. Seit 2016 sind beide Fahrzeuge beim Förderverein Wisentatalbahn e. V. auf der Bahnstrecke Schönberg–Schleiz im Einsatz. Darüber hinaus ist dort seit 2014 ein von der AKN Eisenbahn erworbener ehemaliger MAN-Indusimesstriebwagen im Einsatz, der bei Bedarf zusammen mit den anderen beiden eingesetzt wird.
Auch die Sächsisch-Böhmische Eisenbahngesellschaft (SBE) setzte von Dezember 2002 bis Dezember 2010 auf der Mandaubahn vorwiegend Uerdinger Schienenbusse der Muttergesellschaft HWB Verkehrsgesellschaft mbH ein.
Seit 2010 setzt die Eisenbahngesellschaft Potsdam wiederum zwei der zuvor von der Prignitzer Eisenbahn genutzten Uerdinger Schienenbusse im Regelbetrieb ein. Es handelt sich dabei um die Triebwagen T2 und T11. Während ersterer wieder rot lackiert wurde, trägt letzterer noch die Farben der Prignitzer Eisenbahn. Zunächst verkehrten die Triebwagen montags bis freitags im Auftrag der Verkehrsgesellschaft Prignitz auf der Strecke Pritzwalk–Putlitz, seit Dezember 2012 kommen die Fahrzeuge vereinzelt auch wieder von Pritzwalk nach Meyenburg und Neustadt (Dosse) zum Einsatz, da die EGP nach einer Ausschreibung das ehemalige Netz der Prignitzer Eisenbahn bis Dezember 2014 betreibt. Seit 2014 bedient eine Tochtergesellschaft von der DESAG, die HANSeatische Eisenbahn Gesellschaft, die Strecken im Prignitzer Raum. Dazu wird der 798 610 (PEG T2) als Reservefahrzeug weiterhin zwischen Pritzwalk und Meyenburg beziehungsweise Neustadt (Dosse) eingesetzt. Dies ist der letzte reguläre Einsatz eines Uerdinger Schienenbusses. Der T11 wurde 2014 als Ersatzteilspender für T2 in Meyenburg abgestellt.

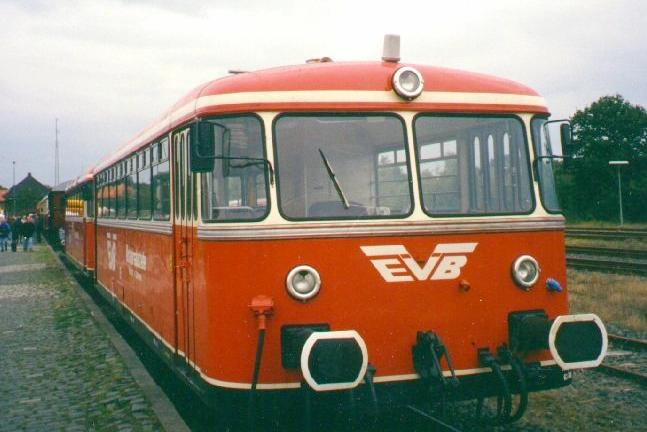
Schienenbus der Eisenbahnen und Verkehrsbetriebe Elbe-Weser
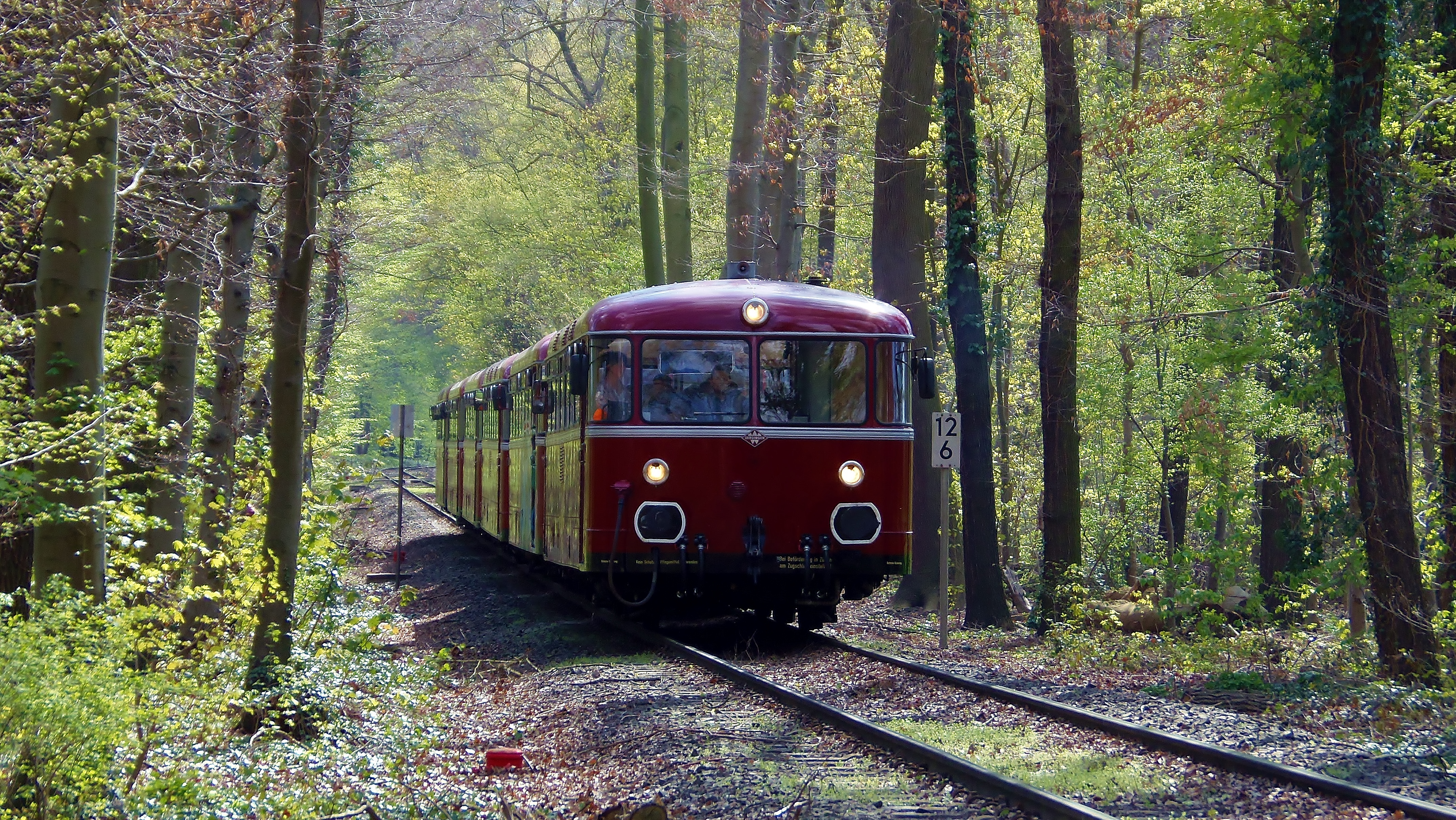
Schienenbus der AKE-Eisenbahntouristik
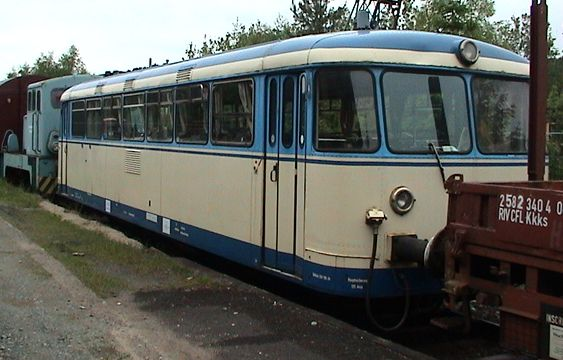
Schienenbus der Rurtalbahn GmbH
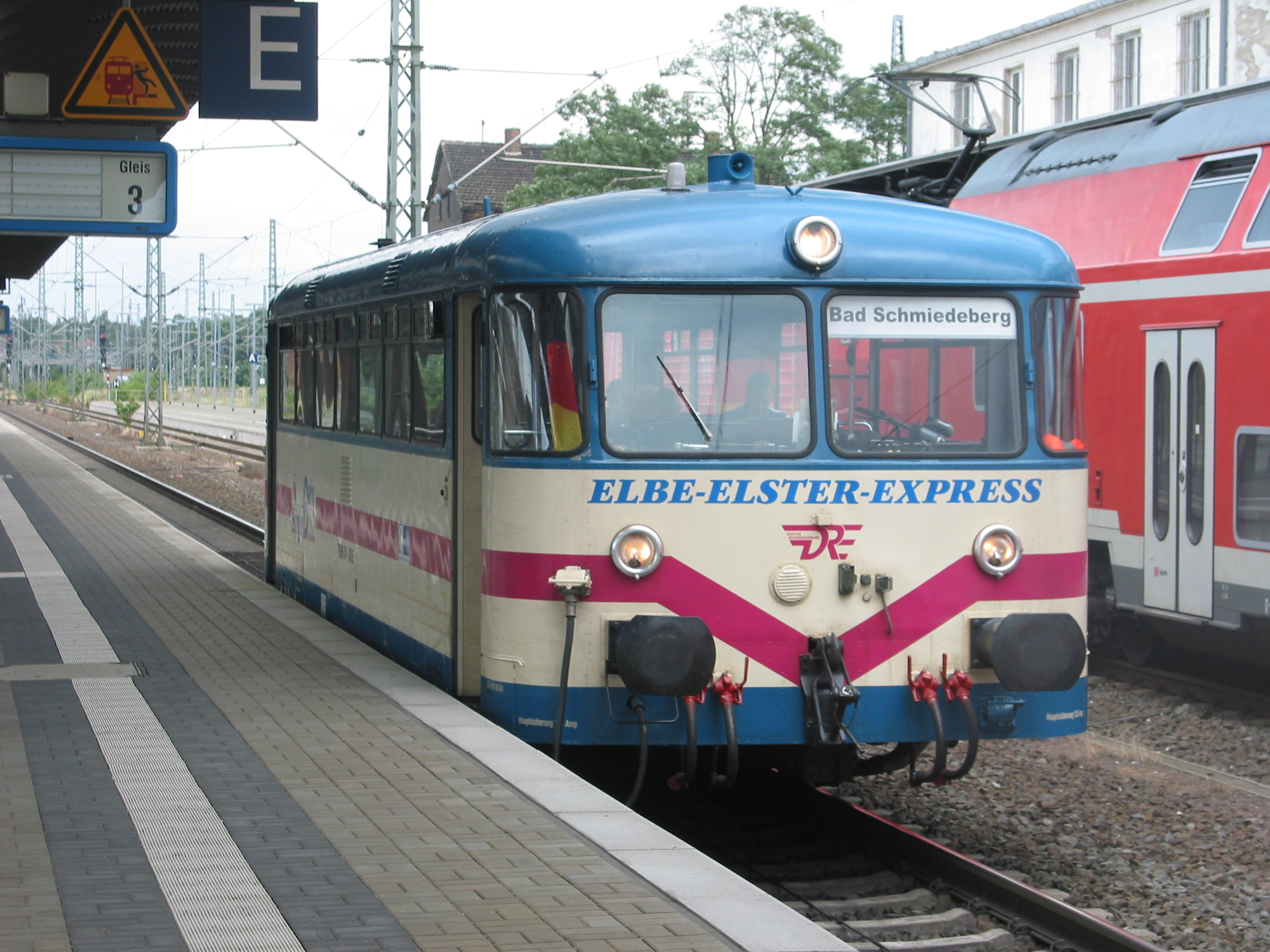
Schienenbus der Deutschen Regionaleisenbahn

## Export

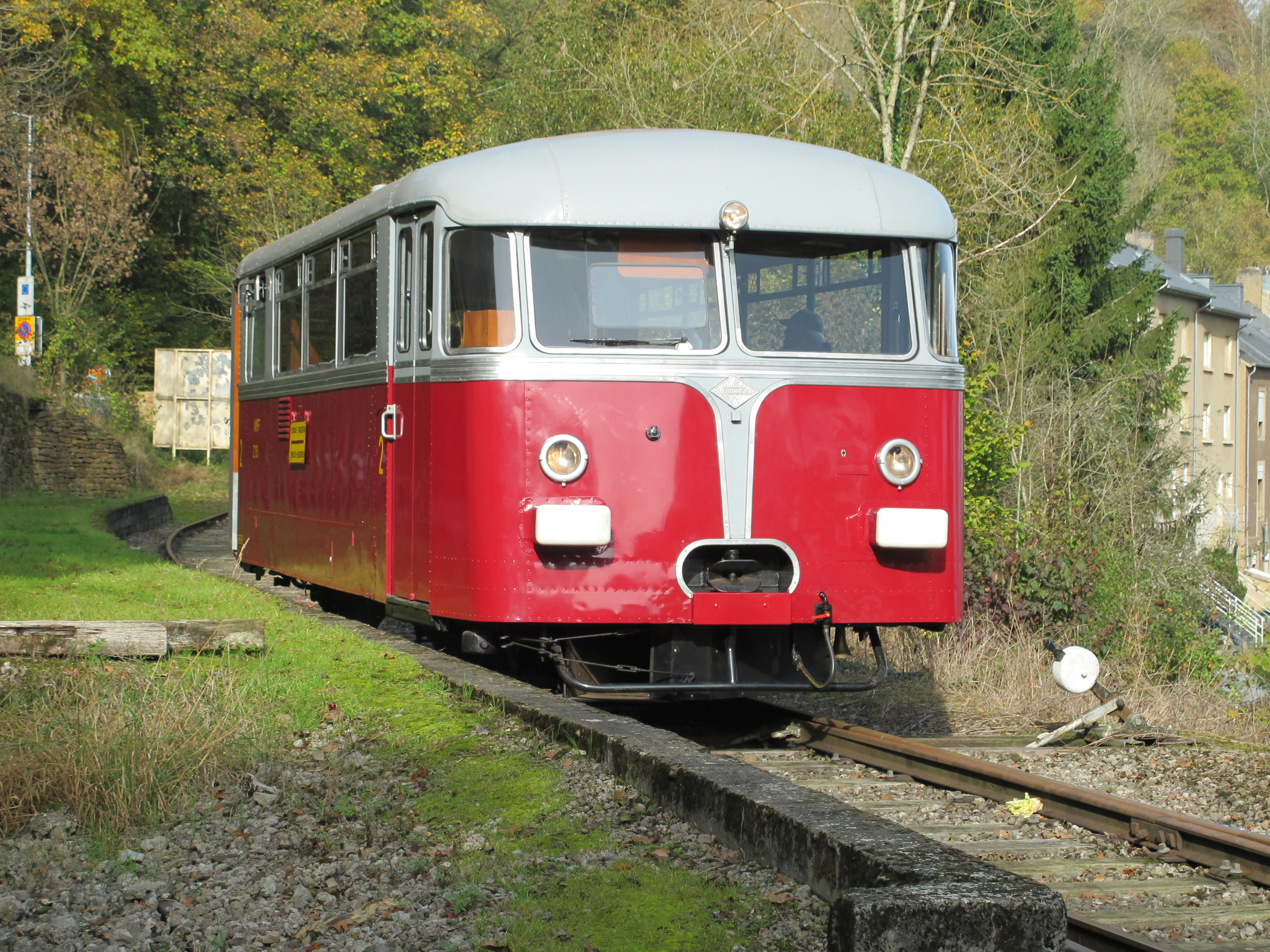
Luxemburger Triebwagen Z 151 (Ausführung viertüriger Prototyp) bei der Museumsbahn AMTF Train 1900 in Fond-de-Gras

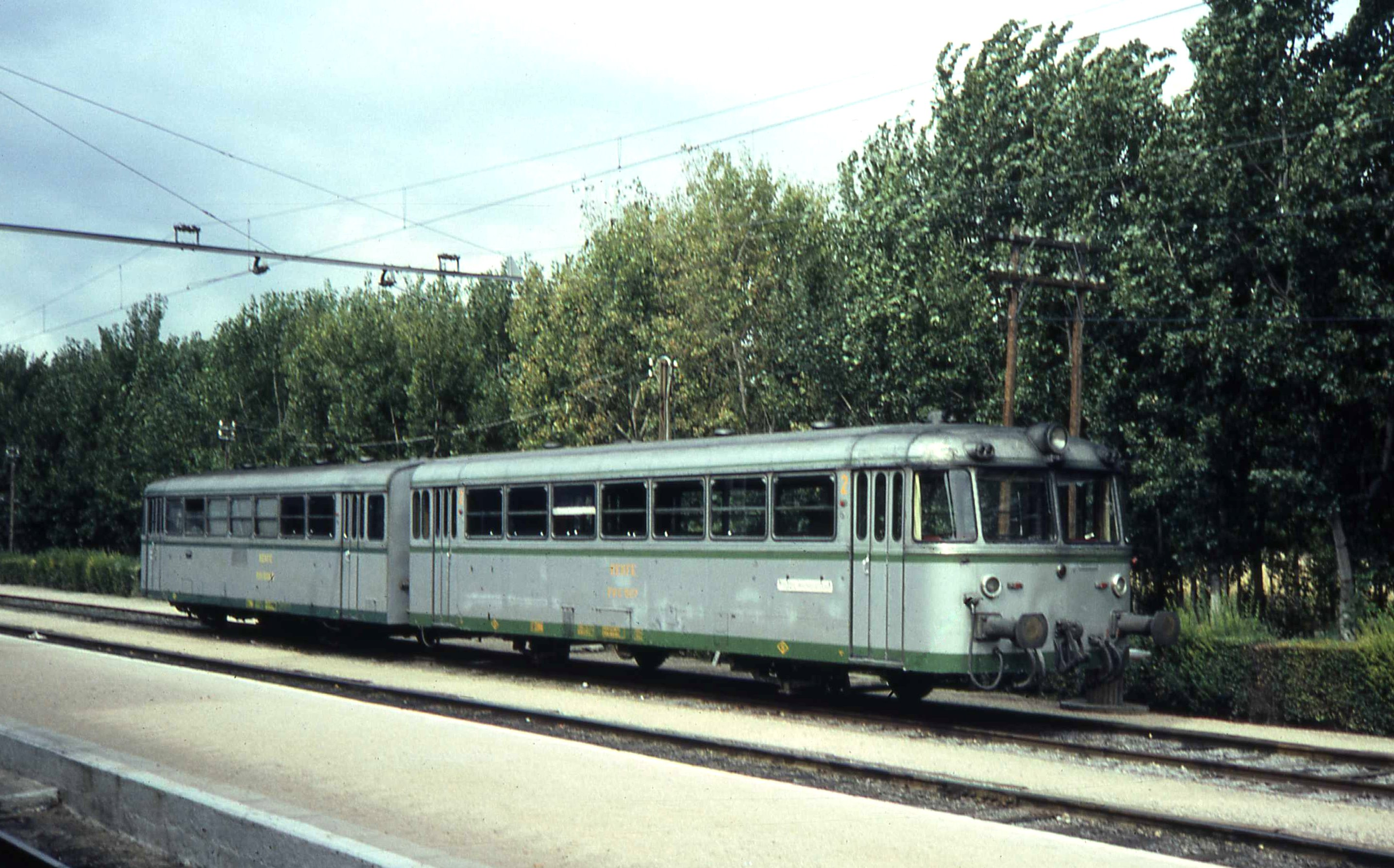
Zweiteiliger spanischer „Ferrobús“ der RENFE, 1981

### Neufahrzeuge
- Finnland: Die finnischen Staatsbahnen (VR, jetzt VR-Yhtymä) planten in den frühen 1950er Jahren die Beschaffung von einigen Probeexemplaren des Typs VT 95, die jedoch wegen Valutamangel nicht bestellt werden konnten.
- Jugoslawien: 10 Fahrzeuge, darunter ein- und dreiteilige Garnituren, wurden 1954 auch an die Jugoslawische Eisenbahn geliefert, wo sie als Šinobus bekannt wurden. In der Folge baute GOŠA in Smederevska Palanka zwischen 1959 und 1967 insgesamt 263 Einheiten unter Lizenz nach. Sie liefen zunächst als Baureihe 126, später als Baureihe 812 (die Beiwagen als Baureihe 818).[8] In Serbien wurden die letzten Fahrzeuge im Frühjahr 2016 abgestellt.
- Luxemburg: Die Chemins de Fer Luxembourgeois (CFL) kaufte 1951 zehn Motorwagen und zehn Beiwagen der Prototyp-Serie, sie erhielten die Betriebsnummern 151 bis 160 bzw. 1051 bis 1060. Eine Garnitur ist erhalten geblieben und wird heute bei der Museumseisenbahn im Industrie- und Eisenbahnpark Fond-de-Gras eingesetzt. Ein elfter Wagen mit der Nummer 161, er entsprach der Baureihe VT 95, folgte 1956 nach Luxemburg.
- Mexiko: 1955 war der für die Graz-Köflacher Bahn (GKB) bestimmte Triebwagen VT 10.03 von Januar bis März direkt vom Werk via Bremen an die NdeM in Mexiko verliehen und absolvierte dort Probefahrten, doch es erfolgte keine Bestellung aus Mexiko. Ab April 1955 wurde er dann bei der GKB eingesetzt.
- Österreich: Im Jahr 1952 wurden mit einem Schienenbus der Deutschen Bahn Vorführfahrten bei verschiedenen Bahnunternehmen in Österreich unternommen. Im Jahr 1953 war die Graz-Köflacher Bahn die erste Bahn in Österreich, die Uerdinger Schienenbusse beschaffte. Bei den Fahrzeugen handelt es sich um die ersten zweimotorigen Uerdinger Schienenbusse.[9] 1955 beschaffte die Montafonerbahn  zwei Trieb- und zwei Steuerwagen. Die Österreichischen Bundesbahnen (ÖBB) stellten ab 1965 zweimotorige Schienenbusse als Reihe 5081 in Dienst. Nach Ankauf einer Kleinserie wurden sie in Lizenz von Simmering-Graz-Pauker und den Jenbacher Werken gebaut.
- Spanien: Einige mehrteilige Einheiten wurden auch nach Spanien geliefert. Die Besonderheit waren gerade Stirnwände mit Übergängen zwischen den Wagen. Die Wagen liefen unter der Baureihenbezeichnung 591. Sie wurden 1979/1980 nach Portugal verkauft. 1972 war eine der Einheiten an dem schweren Eisenbahnunfall von El Cuervo beteiligt.
- Vereinigtes Königreich: Im Jahre 1958 kaufte British Railways bei WMD fünf Exemplare, die unter den Betriebsnummern E79960 bis E79964 bis 1968 eingesetzt wurden. Der Wagenkasten wurde dabei der britischen Fahrzeugbegrenzungslinie angepasst, die Einstiege als Mitteleinstiege ausgeführt. In den übrigen Hauptmaßen (Radstand, Länge über Puffer) stimmten sie mit den deutschen Serienfahrzeugen überein. Auch technisch entsprachen sie mit einem Büssing-U10-Motor mit 150 PS dem deutschen VT 95.

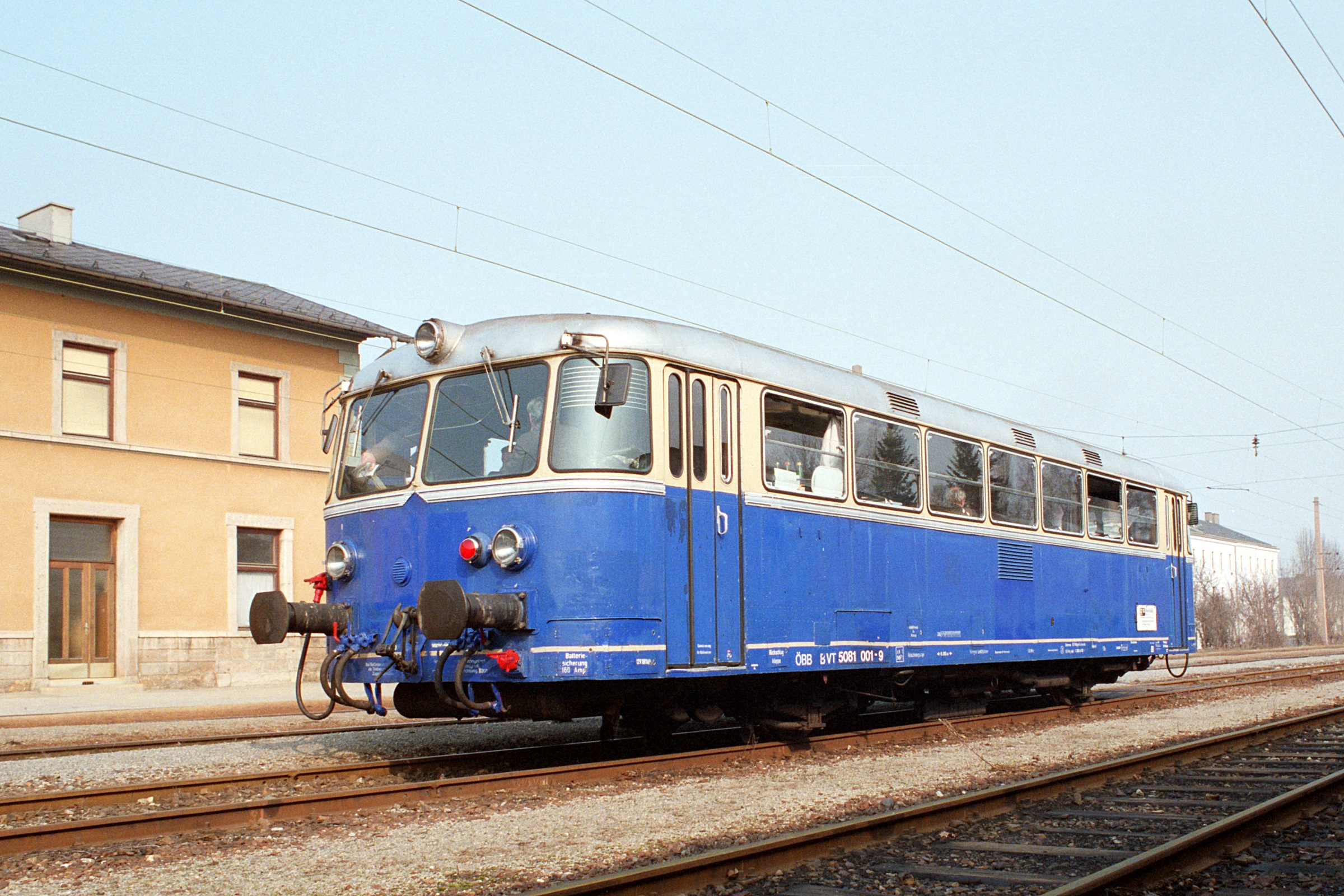
ÖBB-Schienenbus der Baureihe 5081
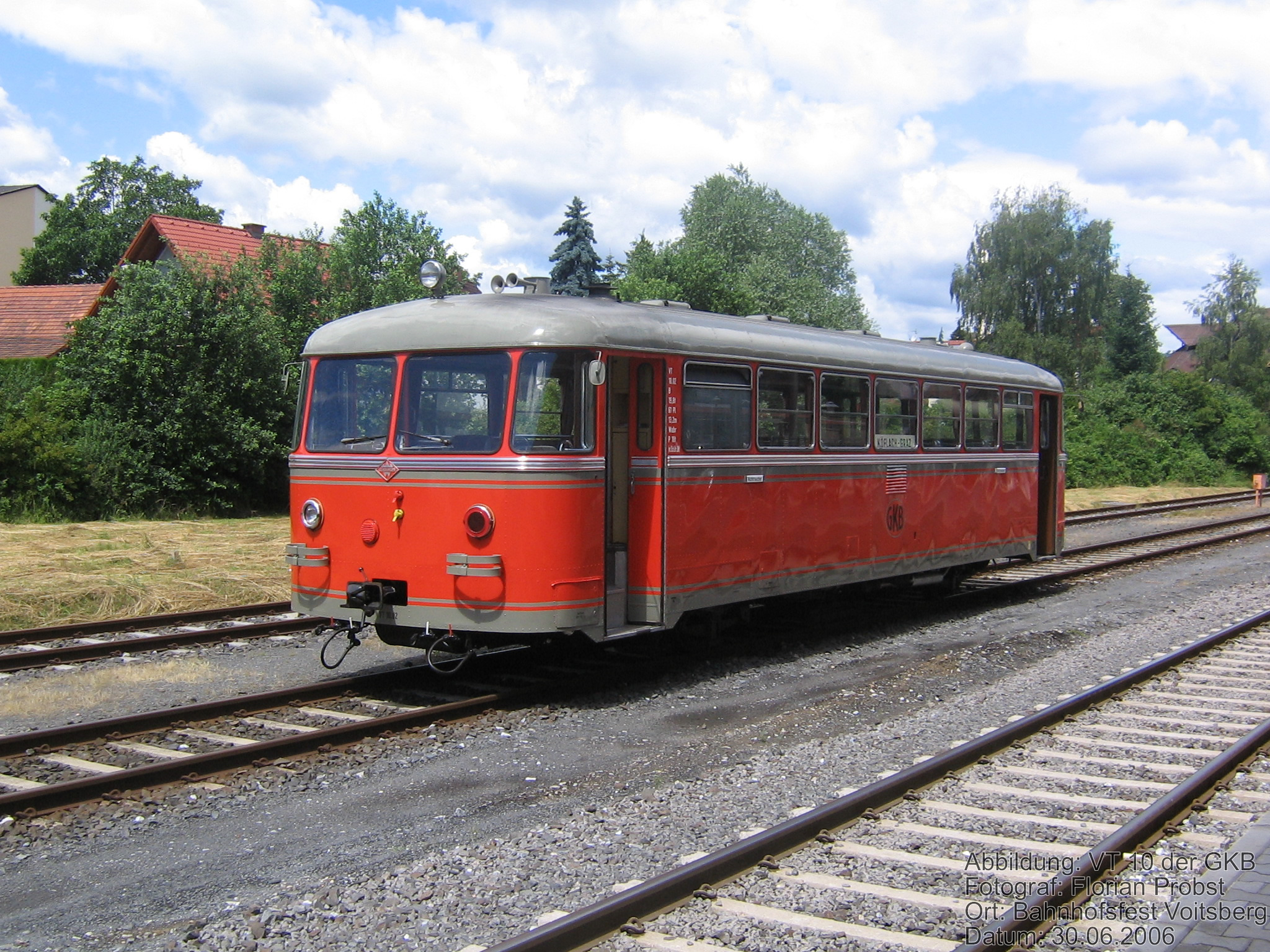
VT 10 der Graz-Köflacher-Bahn
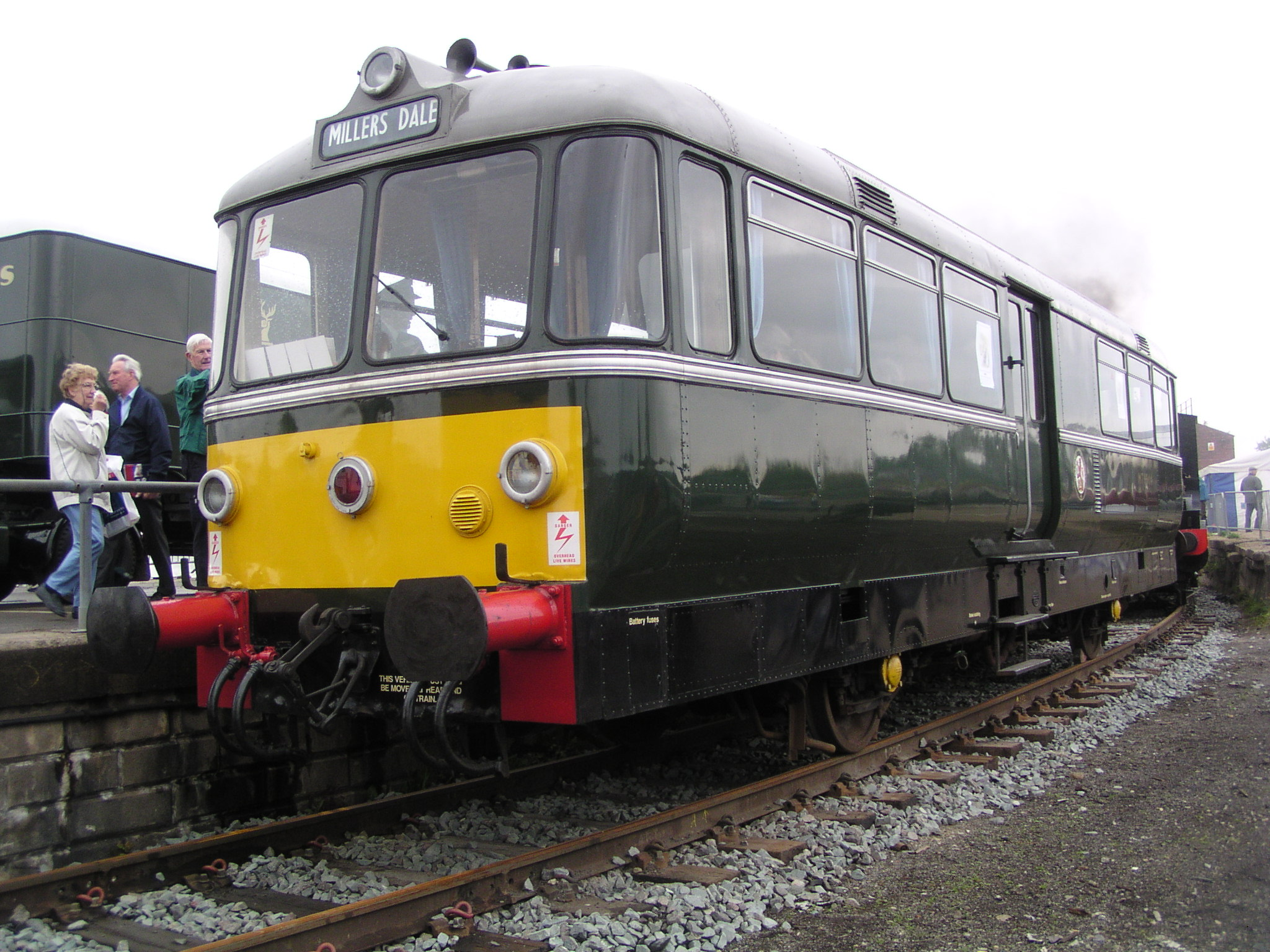
Railbus Nr. 79964 bei der York Railfest exhibition am 3. Juni 2004. Das Fahrzeug gehört zur Keighley and Worth Valley Railway.

### Gebrauchtfahrzeuge

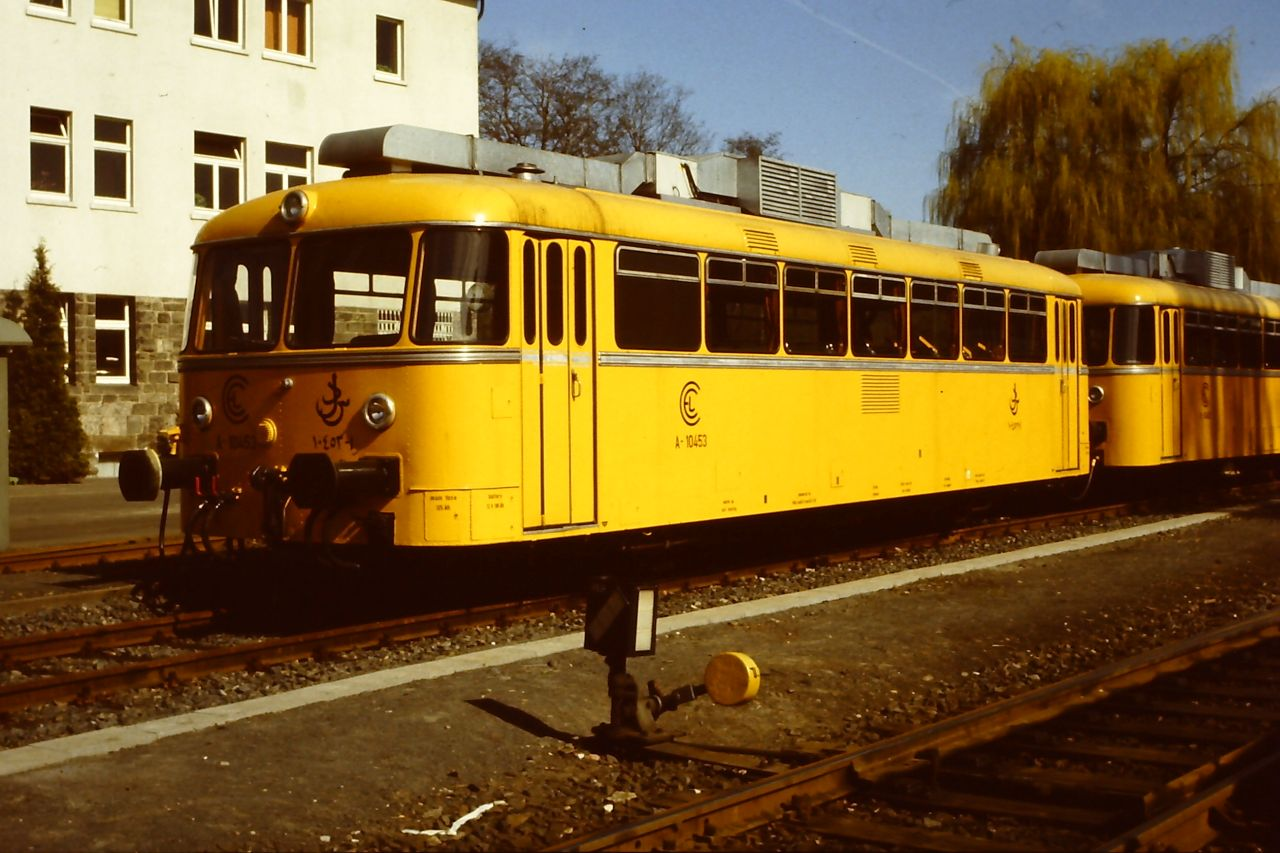
VT 98 der Libanesischen Staatsbahn 1984 im AW Kassel

- Libanon: Bis zur Totalstilllegung des libanesischen Eisenbahnnetzes nach dem Bürgerkrieg 1976 waren zuletzt einige modifizierte ehemalige Schienenbusse der Deutschen Bundesbahn im Einsatz (798 672, 798 707, 798 879; 998 010, 998 032, 998 143, 998 153; 998 672, 998 771, 998 862, 998 876). Ein Steuerwagen wurde 1984 in einem Bombardement zerstört.[10]
- Österreich: Die Steiermärkischen Landesbahnen erwarb für die Strecke Gleisdorf–Weiz 1982 drei gebrauchte Schienenbusse von der DB und 1987 zwei weitere von der ÖBB.[11]
- Türkei: Viele bei der Deutschen Bundesbahn ausgemusterte Fahrzeuge wurden an die Türkischen Staatsbahnen (TCDD) verkauft.
- Uruguay: Die einzigen Uerdinger Schienenbusse auf dem südamerikanischen Kontinent befinden sich in Uruguay bei der AFE. Das letzte Exemplar stand noch im Februar 2009 im Einsatz.

## Verwandte und Nachfolger
In der DDR wurden ähnliche Fahrzeuge als Baureihe VT 2.09 gebaut.
Die in Österreich ansässige Firma Simmering-Graz-Pauker entwickelt die Schienenbusse der Baureihe 5080. 1954 wurden zwei Trieb- und zwei Zwischenwagen gebaut. Da sie sich nicht bewährten wurden keine weiteren Fahrzeuge dieser Type produziert.
Konstruktiv eng mit dem Uerdinger Schienenbus verwandt sind die beiden Oberleitungsbus-Typen ÜHIIs und ÜHIIIs sowie die Linienbusse der Bauart Büssing-Uerdingen 6500 T.

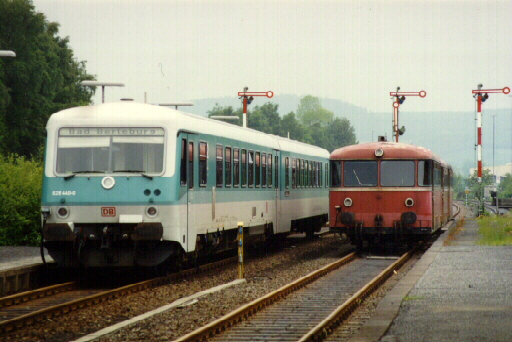
Dieseltriebwagen der Baureihe 628 neben einem 798 in Erndtebrück, 1997

Als Nachfolger wurden Anfang der 1970er Jahre die Baureihe 627 und Baureihe 628 entwickelt, von denen aber nur die Baureihe 628 von 1986 bis 1995 in Serie gefertigt wurde.
Mittlerweile werden auch diese Triebwagen durch modernere Fahrzeuge wie Stadler RS1 (ab 1996), Bombardier Talent (ab 1996), Alstom Coradia LINT (ab 1999) und Siemens Desiro (ab 1999) ersetzt.